# Giuseppe Zirpolo
Giuseppe Zirpolo (Napoli, 31 gennaio 1887 – Napoli, 25 dicembre 1943) è stato uno zoologo italiano con prevalenti contributi specialistici in bioluminescenza batterica, in mitogenesia e in anatomo-morfologia, embriologia, sistematica e biologia degli Invertebrati marini, principalmente Bryozoa, Echinodermata, Ctenophora e Cnidaria. Studioso di biologia marina alla Stazione zoologica Anton Dohrn, fu libero docente sia di zoologia che di anatomia e fisiologia comparata e, successivamente, docente incaricato di embriologia e meccanica dello sviluppo e di zoologia generale e parassitologia presso la R. Università egli Studi di Napoli.

## Biografia
Giuseppe Pasquale Gennaro Zirpolo nacque da Vincenzo, spedizioniere, e da Anna D'Angelo.
Orfano di padre giovanissimo, alunno delle scuole ginnasiali fu «allievo prediletto come un mio figliuolo» del presbitero Giovanni Battista Alfano, che poi lo indirizzò agli studi scientifici. Conseguita infatti la licenza liceale e ordinato sacerdote, si iscrisse alla Facoltà di Scienze naturali dove, tra gli altri, fu allievo del botanico Fridiano Cavara e degli zoologi Francesco Saverio Monticelli e Antonio della Valle. Ne frequentò per diversi anni i rispettivi laboratori, «dimostrando buon volere e attitudine alla ricerca» e preparò la sua tesi di laurea come alunno interno del laboratorio di anatomia comparata, nel quale Della Valle vi era stato riconfermato aiuto. Scelse come argomento l'atrofia della coda nella metamorfosi degli anfibi anuri, indirizzando così, già da allora, i suoi interessi scientifici verso la zoologia.

### La laurea in Scienze naturali, l'insegnamento e gli inizi dell'attività di ricerca

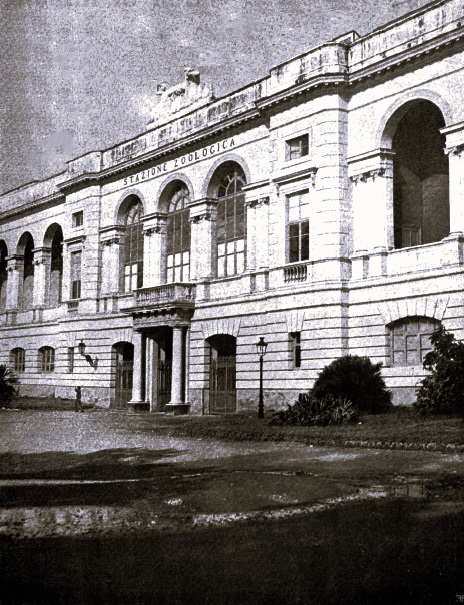
La Stazione zoologica di Napoli nel 1917

Laureatosi in Scienze naturali, con pieni voti assoluti, nell'agosto del 1914, Zirpolo ottenne dal Consiglio accademico della R. Università, una borsa di studio presso la Stazione zoologica di Napoli e, successivamente, conseguì il diploma di magistero nel 1915.
Nel marzo del 1916, gli venne attribuito, per pubblico concorso, un assegno di perfezionamento negli studi in biologia marina, in quanto ritenuto «suscettibile di profittare in meglio delle risorse che può offrirgli il grande laboratorio biologico di Napoli».
E da allora, e per oltre vent'anni, il grande laboratorio, fondato nel 1872 da Anton Dohrn fu, per Zirpolo, la sede principale dei suoi studi e delle sue ricerche, Dal 1919 al 1924, fu anche bibliotecario con l'incarico del riordinamento e del mantenimento della biblioteca, nonché della redazione delle pubblicazioni edite dalla Stazione zoologica.

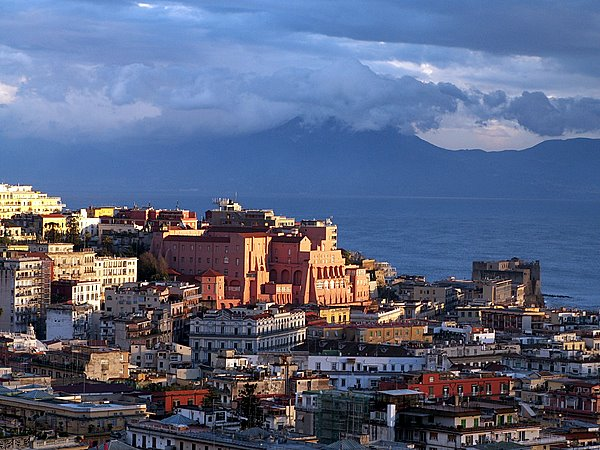
La sede del R. Collegio Militare di Napoli (Scuola militare Nunziatella) sulla collina di Pizzofalcone

Intanto, dall'inizio del 1916, era stato chiamato a prestare servizio militare, servizio che avrebbe svolto ininterrottamente per tutta la durata della Prima guerra mondiale, e sino al maggio del 1919.
Questo non lo costrinse però a interrompere l'attività scientifica ma anzi, assegnato al Laboratorio di batteriologia dell'Ospedale Militare Centrale di Caserta «in qualità di soldato di Sanità» ebbe modo di dare avvio a quello che sarebbe diventato uno dei temi principali delle sue ricerche, la bioluminescenza dei batteri fotogeni.
Finita la guerra Zirpolo si dedicò all'insegnamento, che sarebbe diventata la sua principale attività professionale, dapprima come docente di scienze naturali, chimica e geografia nelle scuole superiori e poi, all'Università, come libero docente nei corsi pareggiati di zoologia, anatomia e fisiologia comparata e, successivamente, come docente incaricato di embriologia e meccanica dello sviluppo e di zoologia generale e parassitologia.
Come insegnante nelle scuole superiori, Zirpolo cambiò incarichi, sedi e istituti per diversi anni, a partire dall'ottobre del 1919 e fino al 1º ottobre del 1924 quando fu promosso a professore ordinario del ruolo A e assegnato dal 1º ottobre 1925 al R. Liceo scientifico annesso al Collegio Militare di Napoli (dal 1953, Scuola militare Nunziatella), che sarebbe diventata la sua sede di servizio definitiva.

### La carriera accademica e la riedizione della Rivista di fisica, matematica e scienze naturali
Intanto nel 1921, Zirpolo aveva conseguito, per titoli, la libera docenza in zoologia presso la R. Università di Napoli e, successivamente nel 1925, fu abilitato, dalla R. Commissione Centrale di Roma, alla libera docenza in anatomia e fisiologia comparata. Con questi titoli Zirpolo tenne annualmente corsi regolari all'Università di Napoli dal 1921 al 1935, esercitando la libera docenza parallelamente alla sua attività di insegnante nelle scuole superiori e di ricercatore alla Stazione zoologica.
Aspirando al ruolo di professore ordinario, Zirpolo partecipò a numerosi concorsi presso diverse sedi universitarie ma, nonostante i meriti scientifici e l'attitudine didattica, non ottenne la titolarità pur essendo stato, per più volte, dichiarato maturo all'unanimità dalle commissioni giudicatrici per tale grado d'insegnamento, e fin dal concorso per professore non stabile alla Cattedra di zoologia e anatomia comparata della R. Università di Cagliari, nel 1930.
Zirpolo continuò a esercitare la libera docenza, fino al 1935 quando fu nominato docente incaricato del corso ufficiale di Embriologia e meccanica dello sviluppo e, successivamente nel biennio 1936-1938, quando fu incaricato del corso ufficiale di Zoologia generale e parassitologia.
Intanto, nel 1926, Zirpolo aveva costituito, coinvolgendo altri docenti universitari, un comitato di redazione, con il proposito di riprendere le pubblicazioni della Rivista di fisica, matematica e scienze naturali. La rivista era stata fondata a Pavia il 1º gennaio 1900 dall'allora canonico (poi cardinale dal 1907) Pietro Maffi, con la benedizione di Papa Leone XIII. Nata con lo scopo di diffondere le conoscenze scientifiche con un linguaggio né troppo popolare né troppo specialistico, la rivista era uscita con il suo ultimo fascicolo mensile nel dicembre del 1912.
La nuova serie, redatta da Zirpolo, uscì con il primo numero nel novembre del 1926. Ebbe larga diffusione sia in Italia che all'estero, specialmente presso le scuole superiori avendo, tra gli altri, come proposito proprio quello di portare a conoscenza dei docenti di materie scientifiche di questo ordine di scuole, i più recenti sviluppi nei campi della fisica, della matematica e delle scienze naturali.

## Onorificenze accademiche e altri riconoscimenti
In ambito accademico Zirpolo fu socio ordinario o corrispondente di diverse istituzioni scientifiche. Fu socio ordinario residente della Società dei Naturalisti in Napoli, di cui fu per diversi anni segretario, dell'Accademia napoletana scientifico letteraria San Pietro in Vincoli, della Società italiana di biologia sperimentale e del R. Istituto d'Incoraggiamento per le Scienze Naturali. Fu invece socio corrispondente dell'Accademia di Scienze Fisiche e Matematiche della Società Reale di Napoli, della Pontificia accademia romana dei Nuovi Lincei, della Società italiana di scienze naturali e del Museo civico di storia naturale in Milano, della Società italiana per il progresso delle scienze e dell'Unione Zoologica Italiana.
Avendo ottenuto due promozioni per merito distinto, il 1º ottobre 1930 Zirpolo fu iscritto, dalla R. Accademia d'Italia, nel Ruolo d'onore dei professori dei Regi Istituti medi e nel 1934 fu insignito, da Vittorio Emanuele III di Savoia Re d'Italia, del titolo di Cavaliere del R. Ordine della Corona d'Italia.

## Attività scientifica

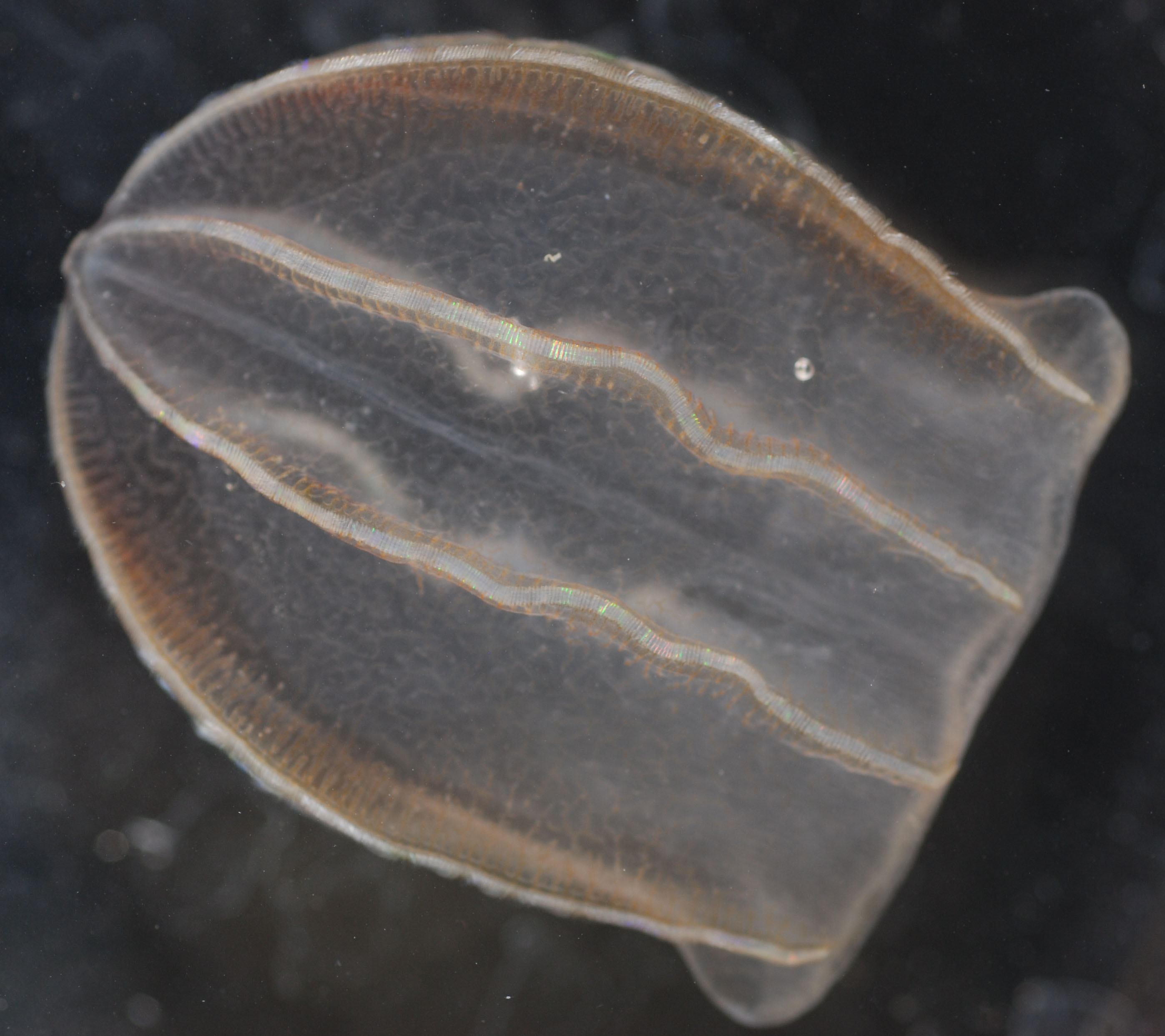
Beroe ovata Bruguière, 1789

Zirpolo è stato autore di duecentoquaranta pubblicazioni, tra lavori accademici, manuali didattici per le scuole superiori, recensioni e articoli divulgativi. Improntate a criteri moderni di ricerca sperimentale sono le centoventi memorie originali, con le quali Zirpolo apportò significativi contributi scientifici in vari ambiti, dalla meccanica dello sviluppo all'ecologia, dalla bioluminescenza batterica alla morfologia, dalla rigenerazione negli invertebrati marini allo studio dell'azione di vari agenti chimico-fisici sulla vita degli organismi.
I primi contributi sugli Anuri
Nel marzo del 1914, pochi mesi prima di laurearsi, Zirpolo pubblicò una lunga memoria nella quale, riprendendo i temi della sua tesi di laurea, alla quale stava lavorando sotto la direzione di Della Valle, espose i risultati dei suoi studi quantitativi sull'istolisi della coda dei girini nella metamorfosi della Rana esculenta.

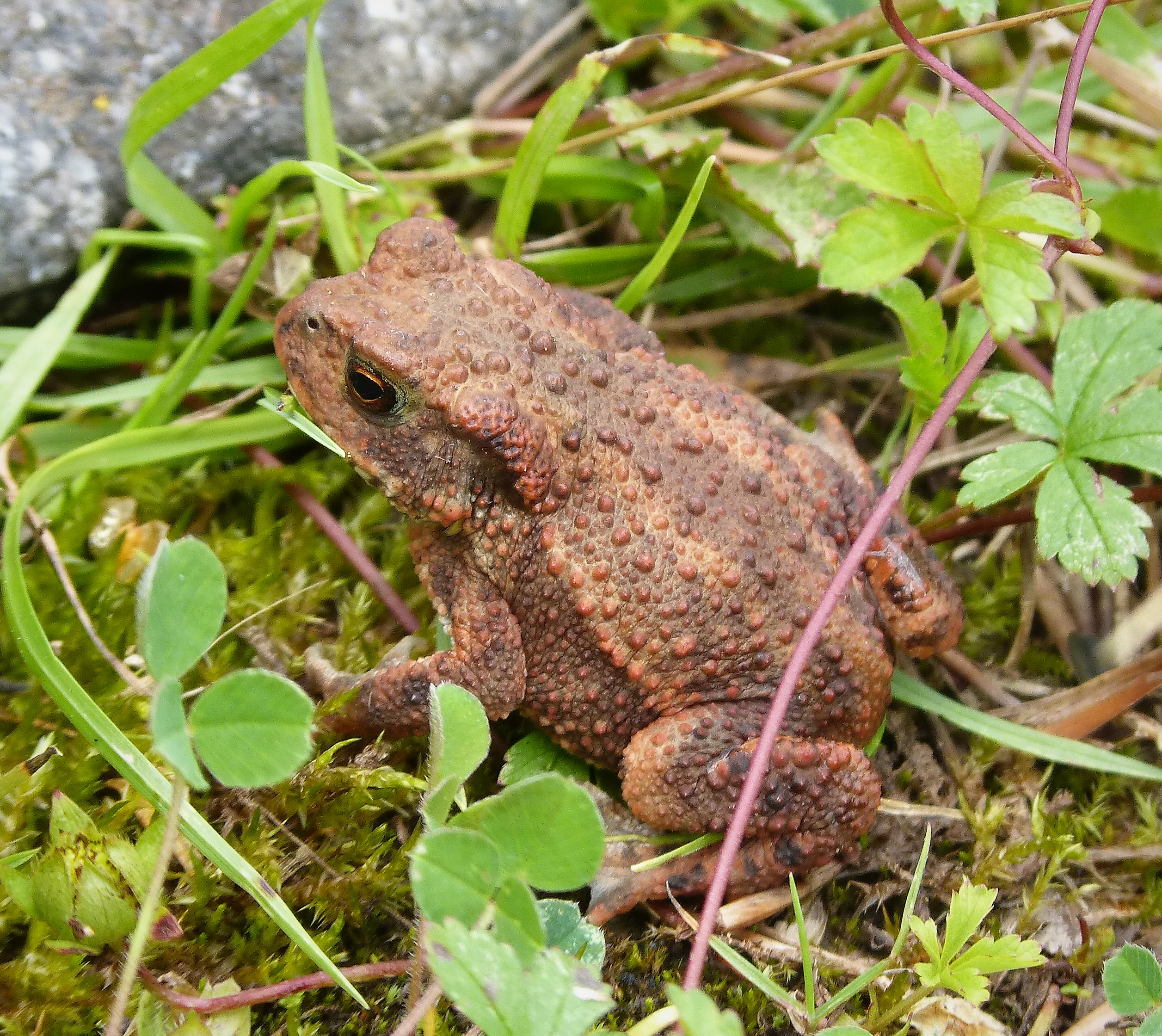
Bufo bufo (Linnaeus, 1758) = Bufo vulgaris Laurenti, 1768

Analoghe misurazioni furono oggetto di un successivo lavoro, che Zirpolo svolse nello stesso Istituto di anatomia e fisiologia, utilizzando come materiale biologico di studio i girini del Bufo vulgaris Laurenti, 1768.
Zirpolo ritornò su questo argomento anche negli anni successivi, indagandone prima gli aspetti morfologici per poi trattare di quelli fisiologici con particolare riguardo all'azione della tiroide e di altre ghiandole endocrine durante la metamorfosi.
Intanto erano iniziate anche le sue ricerche sulla rigenerazione e regolazione della forma negli invertebrati marini (Echinodermi, Ctenofori, Cnidari e Briozoi) e sulla bioluminescenza dei batteri fotogeni.
Gli studi sui processi di rigenerazione e di regolazione negli invertebrati marini
In una serie di note e memorie, pubblicate tra il 1916 ed il 1940, Zirpolo si occupò del potere rigenerativo e della capacità di regolazione della forma, in numerosi esemplari di generi e specie diverse di invertebrati marini e in differenti stadi di sviluppo.

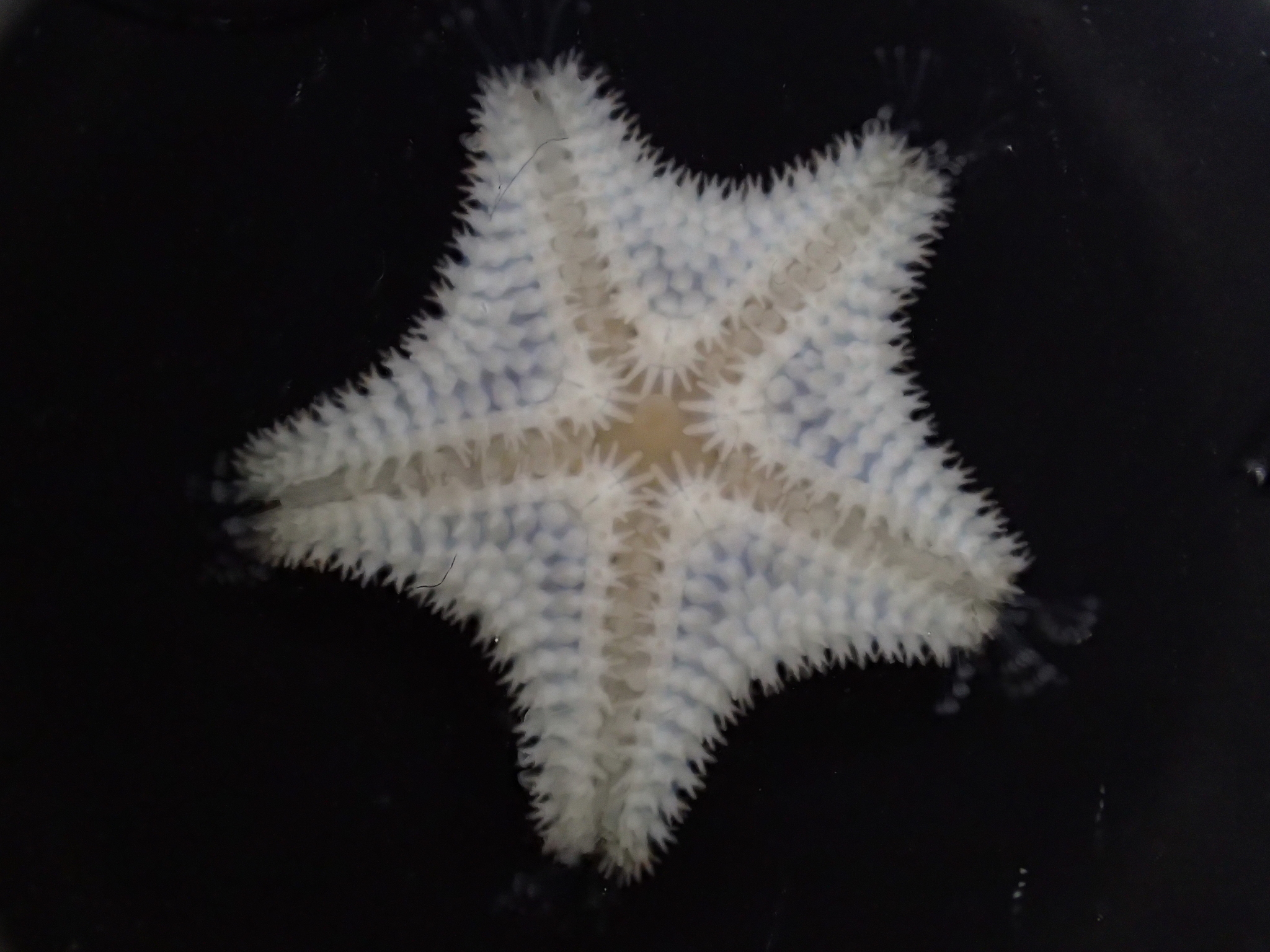
Regione dorsale di Asterina gibbosa (Pennant, 1777)

Studiò i cambiamenti della morfologia durante la rigenerazione, ne verificò i limiti e la sua inibizione per avvenuta cicatrizzazione delle parti lese, e valutò quantitativamente la velocità di accrescimento delle parti amputate. Inoltre, sia descrivendo casi di anomalie di sviluppo di origine embriologica, sia analizzando la rigenerazione in presenza di occorse anomalie iper e iporigenerative, diede un significativo contributo alla conoscenza e all'interpretazione della cause determinanti la genesi delle forme anomale riscontrate negli Asteroidi, negli Ofiuroidi, nei Crinoidi, negli Idrozoi e negli Scifozoi.

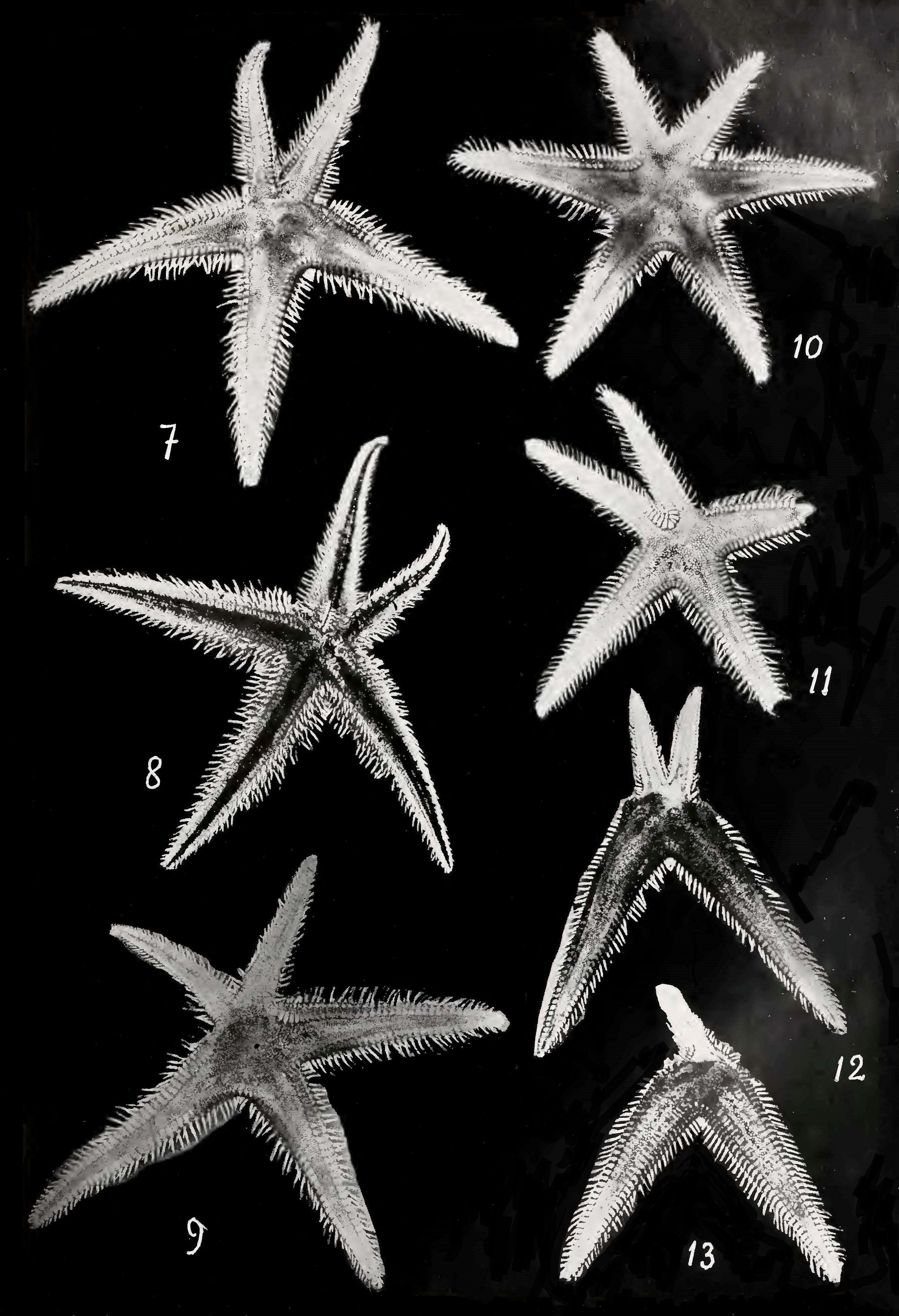
Forme anomale di Astropecten aranciacus (Linnaeus, 1758) dovute a rigenerazioni ipertipiche o ipotipie delle parti amputate (immagine ratta da: Zirpolo, 1927c)

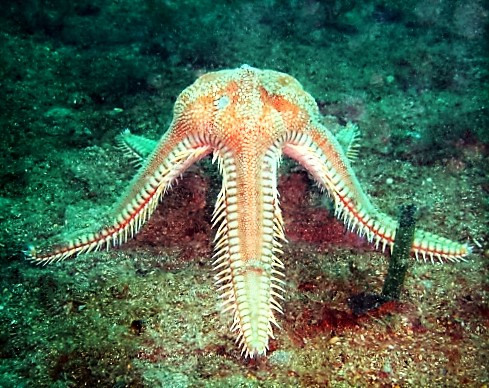
Astropecten aranciacus (Linnaeus, 1758)

Descrisse un raro caso di eteromorfosi in un esemplare di A. aranciacus, che aveva iniziato la formazione di un nuovo braccio nella regione ventrale, in vicinanza di una placca boccale e, significativo fu anche l'aver ottenuto, per la prima volta, con una particolare tecnica, la rigenerazione della placca madreporica.

A completamento delle sue ricerche sugli Asteroidi, Zirpolo seguì «sul vivo tutte le modificazioni che avvengono nelle braccia di asterina in rigenerazione» ed estese le osservazioni alla serie di modificazioni morfologiche delle porzioni del dermascheletro dorsale e ventrale, dello scheletro appendicolare, della piastra madreporica, delle placche boccali e dei pedicelli ambulacrali, eseguendo originali esperienze per testare il potere rigenerativo e i suoi limiti.

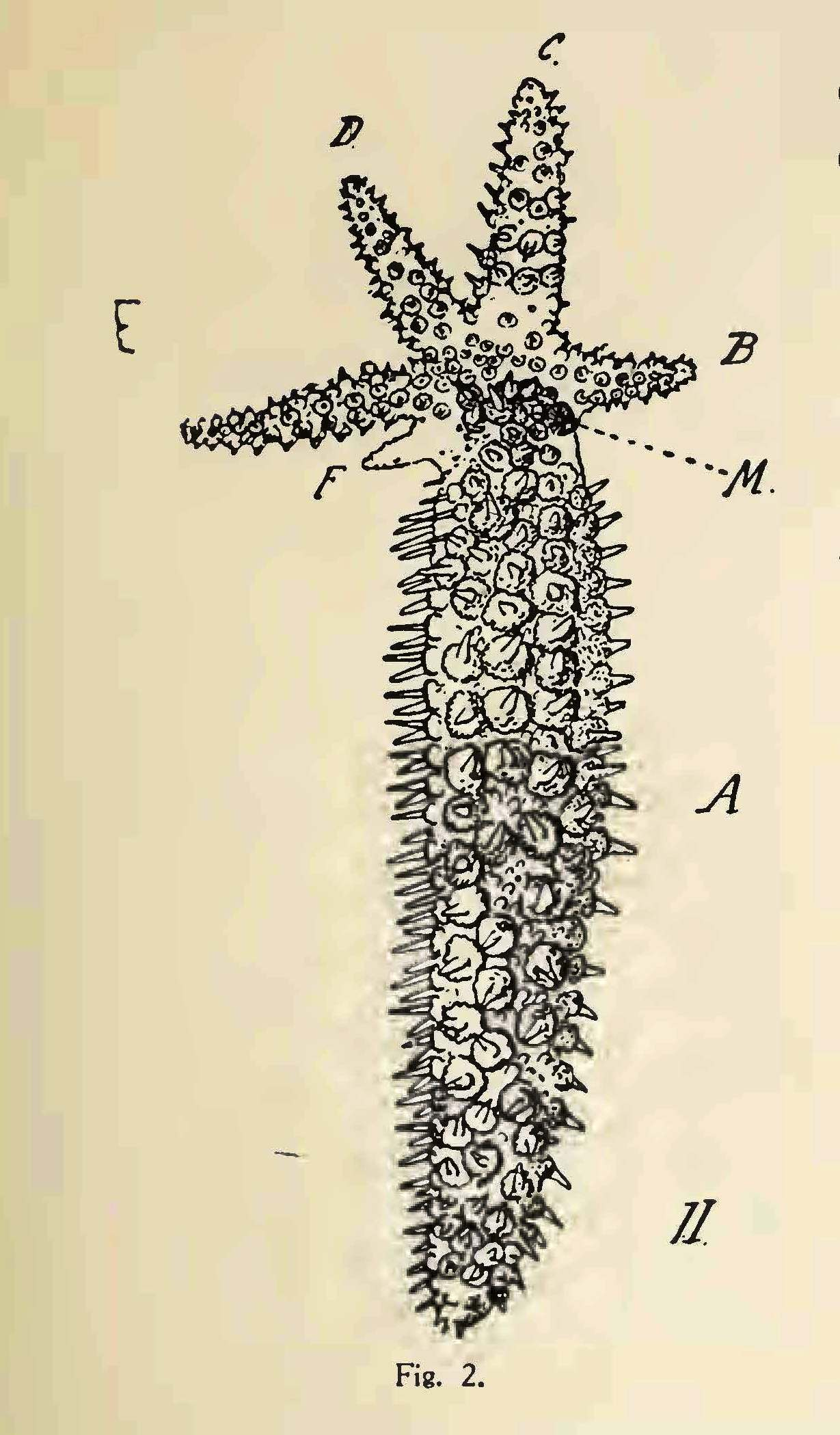
Forma cometoide di un esemplare di Asterias tenuispina Lamarck, 1816 accettata come Asterias (Stolasterias) tenuispina Lamarck, 1816 accettata come Coscinasterias tenuispina (Lamarck, 1816) che, da un braccio e da una piccola porzione del disco, ha rigenerato cinque braccia e ricostituito il disco (immagine tratta da: Zirpolo, 1929a)

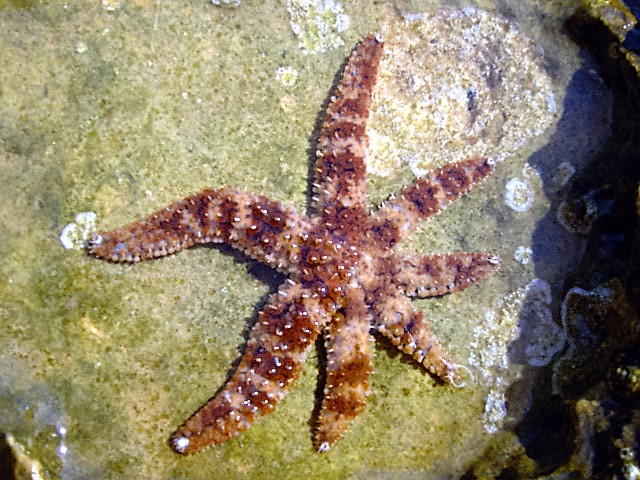
Coscinasterias tenuispina (Lamarck, 1816)

 Inoltre, «per meglio cogliere il significato dei fatti morfologici» durante le ricerche sulla rigenerazione, Zirpolo intraprese nel 1924 indagini di carattere istologico utilizzando, come materiale biologico di studio, l'Asterina gibbosa di cui, successivamente nel 1929, studiò in dettaglio il sistema nervoso ectoneurale, formato da fibre e cellule nervose, da lui individuate e figurate adoperando, con opportuni accorgimenti, il metodo messo a punto dal medico spagnolo Santiago Ramón y Cajal.
Utilizzò invece l'Asterias tenuispina per uno studio delle forme cometoidi delle stelle di mare interpretandole come casi particolari di rigenerazione ed escludendo, in contrapposizione con Ernst Haeckel, che si potesse «presumere da esse di teorizzare sulla genesi degli Echinodermi».
Nelle sue ricerche sulla rigenerazione degli invertebrati marini, Zirpolo si occupò anche di Ctenofori e Cnidari. Degli Ctenofori studiò i fenomeni di reintegrazione organica nella Lampetia pancerina e nella Beroe ovata di cui, in un esemplare, provocò sperimentalmente la formazione di una seconda apertura boccale, dimostrando così che la stessa anomalia osservata in un esemplare in natura, non era probabilmente da considerarsi congenita, ma la conseguenza di una lesione accidentale rigenerata.
Degli Cnidari descrisse e figurò le modificazioni nella simmetria dell'idrozoo Olindias muelleri, dovute ad anomale rigenerazioni dei canali radiali e interradiali e, successivamente, studiò le irregolarità nel numero delle braccia perradiali, per fenomeni ipo e iperrigenerativi, in due esemplari di Pelagia nocticula, confermando, in tutti i casi, la dipendenza tra anomalie e rigenerazioni.
I batteri fotogeni e la bioluminescenza
Durante la Prima guerra mondiale, «nei brevi ritagli di tempo, di sera» quando glielo consentiva «il lavoro assillante di un Ospedale Principale, come quello di Caserta» Zirpolo, militare di Sanità nel Laboratorio di Batteriologia, svolse ricerche sui batteri fotogeni per «uno studio batteriologico della fosforescenza delle seppie», iniziato nel 1916.
Lo studio, pubblicato nel 1918, fu il primo di una lunga serie di lavori sui batteri fotogeni e la fotogenesi. Inizialmente Zirpolo si occupò della caratterizzazione morfologica, colturale e patogenetica dei batteri luminescenti, a cominciare da quelli che si sviluppavano sulle spoglie degli animali morti, propriamente la Sepia officinalis Linnaeus, 1758, per poi trattare di quelli simbiotici scoperti da Umberto Pierantoni nella glandola nidamentale accessoria della stessa S. officinalis e di quelli annidati negli organi luminosi di altri Sepiolidi.

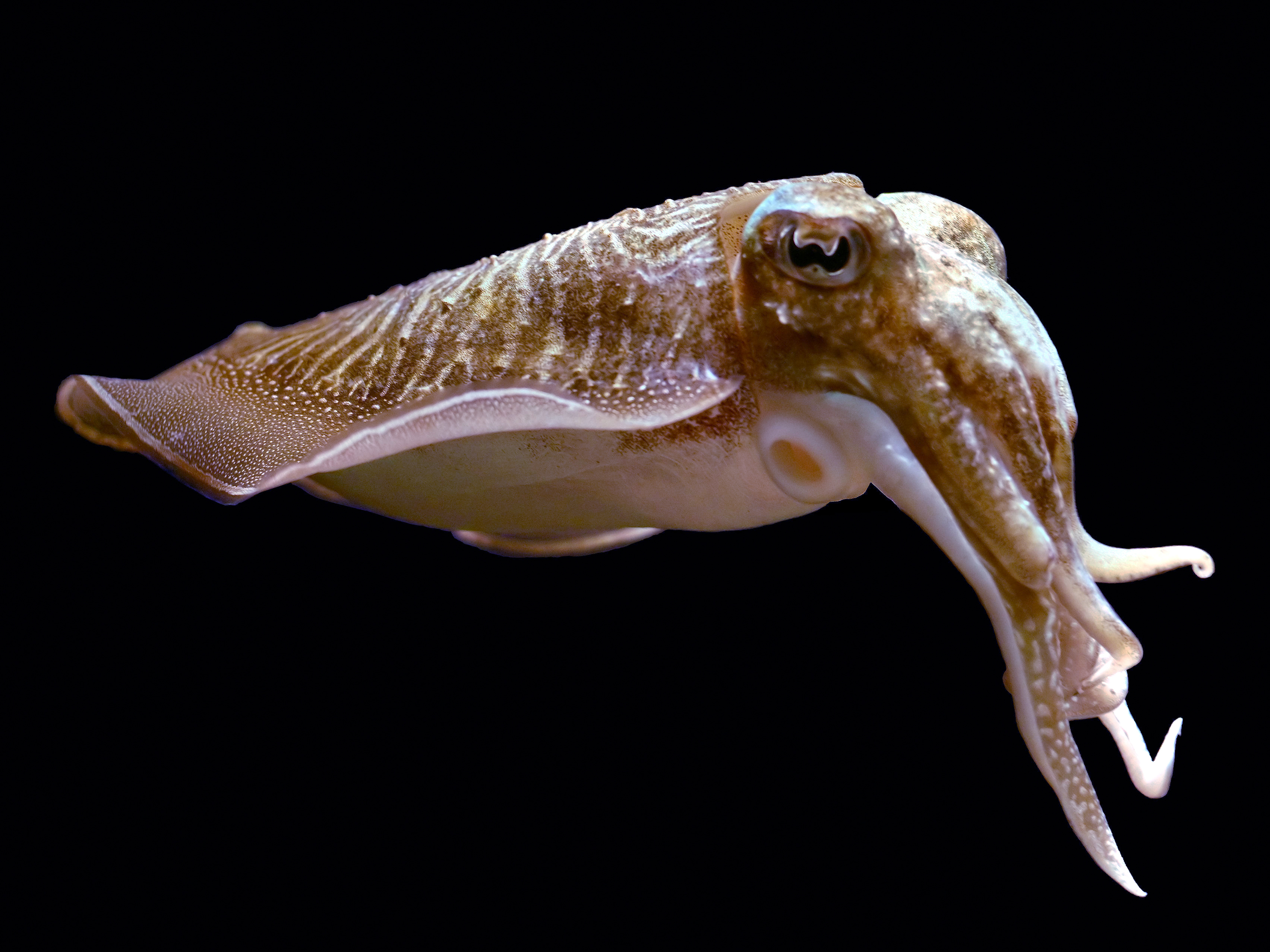
Sepia officinalis Linnaeus, 1758

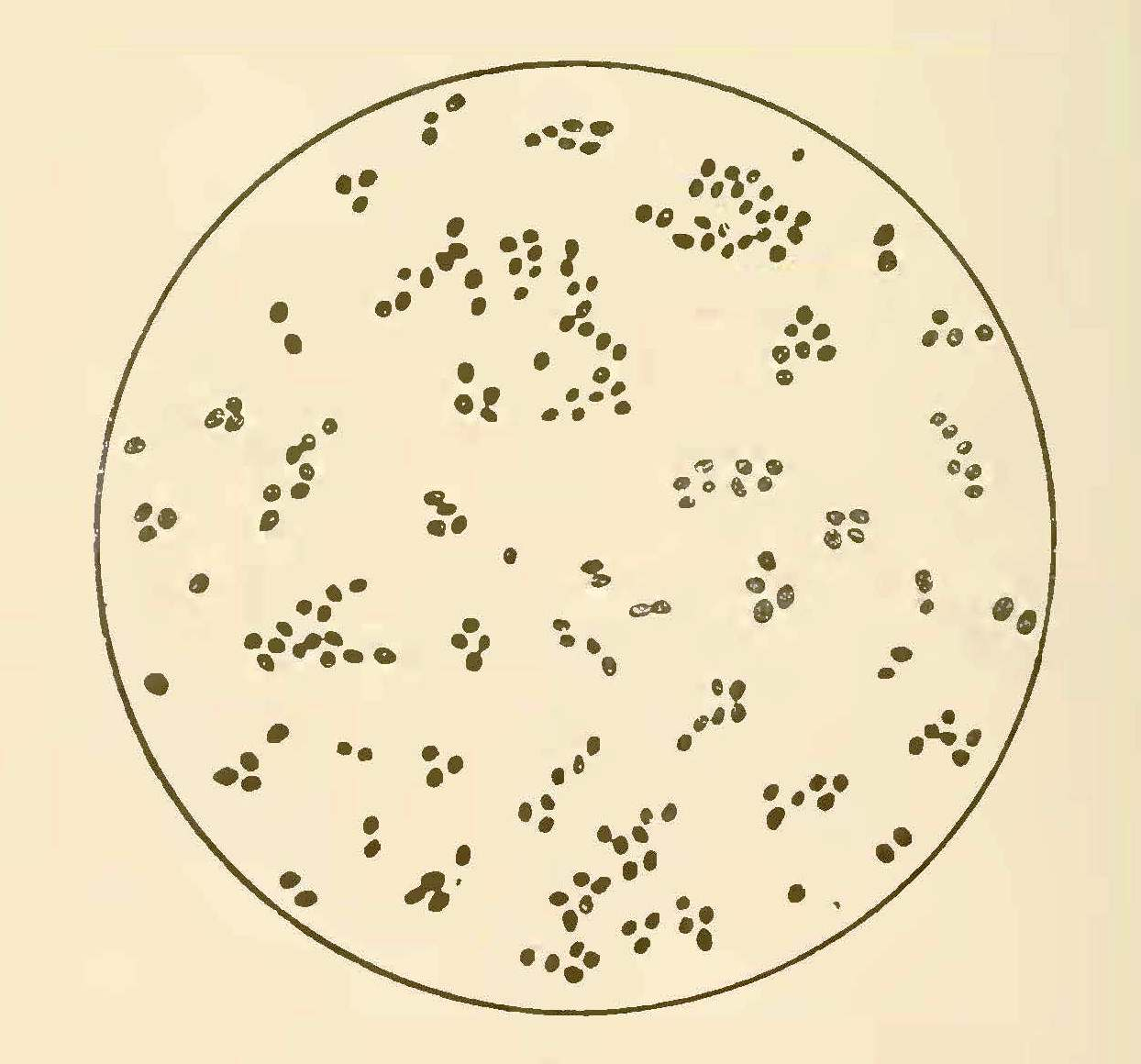
Micrococcus pierantonii Zirpolo, 1918 (immagine tratta da: Zirpolo, 1919a)

Successivamente Zirpolo trattò della fisiologia dei batteri fotogeni, delle conseguenze della loro inoculazione su vari animali, della loro resistenza alle bassissime temperature, degli effetti di diverse sostanze sulla luminescenza e verificò se i batteri fotogeni esercitassero una qualche azione sull'ontogenesi e sulla germinazione dei semi.
Gli studi morfologici lo portarono, tra l'altro, a istituire tre nuove specie di fotobatteri aventi caratteri differenziali specifici: il Bacillus sepiae, isolato dalla superficie del corpo di esemplari morti di S. officinalis e i batteri simbiotici Bacillus pierantonii e Micrococcus pierantonii, isolati rispettivamente dagli organi luminosi, a forma di orecchio, della regione ventrale della S. intermedia Naef, 1912 e dall'organo luminoso lenticolare, infossato nella tasca del nero, della Rondeletiola minor (Naef, 1912).
L'istituzione di queste ultime due nuove specie fu a lungo osteggiata da Silvia Mortara e Vittorio Puntoni, entrambi batteriologi della R. Università di Roma, che avviarono un'aspra polemica. La controversia si risolse a favore di Zirpolo in seguito alle ricerche batteriologiche, svolte a Napoli da Gertrud Meissner, dell'Hygenischen Institute der Universitat di Greifswald. Le ricerche confermarono sierologicamente che le due stirpi batteriche simbiotiche, coltivate da Zirpolo dagli organi luminosi della R. minor e della S. intermedia, erano effettivamente specifiche. Non avevano somiglianza cioè con i batteri banali luminosi, liberi nel mare o proliferati su questi sepiolidi post mortem, come affermato invece dai due batteriologi romani, sostenitori dell'unicità delle specie.

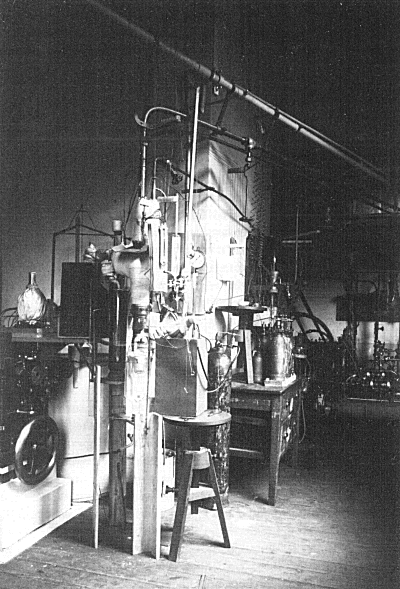
L'apparecchiatura presso il Natuurkundig Laboratorium, Steenschuur, di Leiden con la quale, il 10 luglio 1908, Heike Kamerlingh Onnes riuscì, per primo, a liquefare l'elio

Proseguendo nelle sue ricerche, Zirpolo sperimentò l'azione di alcune sostanze venefiche sulla luminosità dei batteri, iniettando una goccia ben tarata di coltura luminosa di B. pierantonii di ventiquattro ore, in tubi contenenti diluizioni varie di veleno in brodo di seppia sterile. Con questo metodo Zirpolo misurò le variazioni di intensità e di durata della luce emessa per azione degli ipnotici, dei sali di magnesio, dei sali radioattivi, degli alcaloidi, del nitrato di cerio e di quello potassico e infine, negli ultimi anni, per azione dell'acqua pesante.
Successivamente Zirpolo volle verificare gli effetti delle basse temperature sul potere luminoso dei fotobatteri da lui determinati e li sottopose all'azione dell'anidride carbonica solida, dell'ossigeno e dell'aria liquida, alle temperature di -78°C, -182°C e -192°C. Ripetute esperienze, condotte nell'Istituto di Chimica farmaceutica e nel Gabinetto di Scienze naturali del R. Collegio militare, lo portarono a constatare che questi valori di temperatura attenuavano e poi annullavano il potere luminoso che però, terminata l'azione del freddo, tornava normale dopo breve tempo.
Per completare questo settore di ricerche, Zirpolo pensò di esporre le colture batteriche a temperature ancora più basse, come quelle che erano state raggiunte nel Laboratorio Criogenico Kamerling Omnes di Leida. Zirpolo vi si recò nell'agosto del 1931 e nel febbraio dell'anno successivo. In una serie di esperienze le colture batteriche, inserite in appositi di tubi, furono immerse tanto nell'idrogeno liquido che nell'elio liquido, alle temperature di -253°C e di -269°C fino a -271,25°C. Analogamente a quanto precedentemente osservato, negli esperimenti condotti a Napoli, l'effetto fu quello di una perdita del potere luminoso durante il tempo in cui agivano le basse temperature e di una ripresa della luminosità normale, al ripristino della temperatura ambiente. Inoltre i batteri mostravano di aver conservato, sia la propria morfologia che le loro proprietà fisiologiche caratteristiche, a riprova che le bassissime temperature non sembrava dovessero avere effetti letali per il protoplasma batterico.
«Una pietra miliare nelle conoscenze sulla biologia e lo sviluppo dei Briozoi marini»

Zirpolo incominciò a occuparsi di Bryozoa nel 1918 quando, su consiglio di Francesco Saverio Monticelli, allora direttore temporaneo della Stazione zoologica, intraprese lo studio del Zoobotryon pellucidum Ehrbg. «allo scopo di conoscere in particolar modo l'ecologia, del tutto ignota, di questo interessante briozoo».

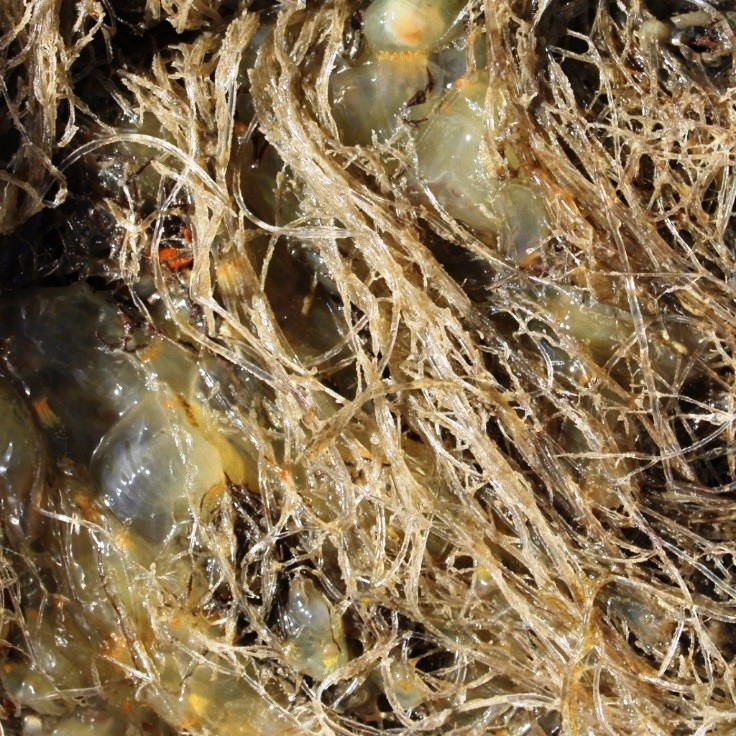
Zoobotryon verticillatum (delle Chiaje, 1822) accettato come Amathia verticillata (Delle Chiaje, 1822)

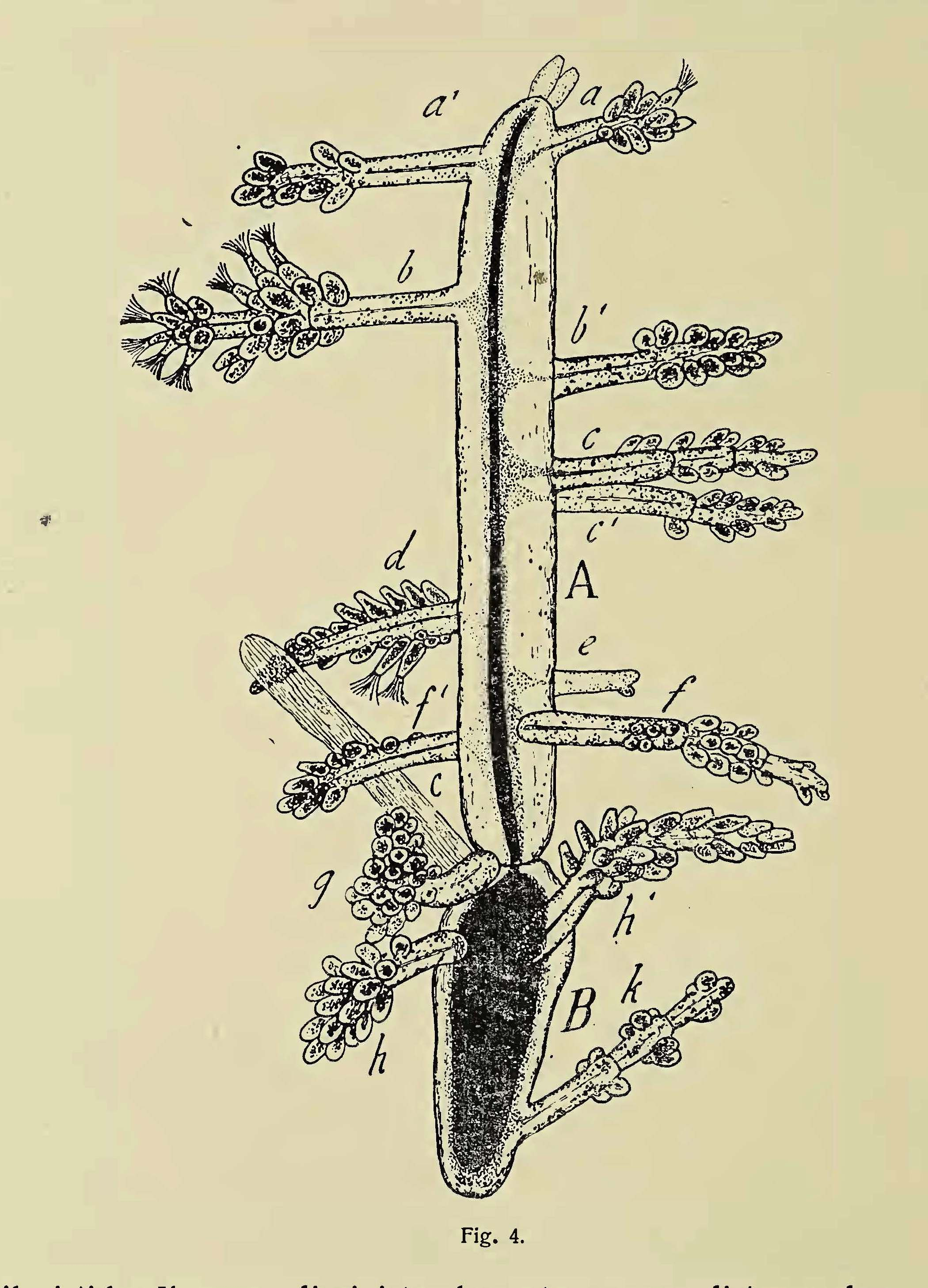
Ramo primaverile di Amathia verticillata (delle Chiaje, 1822) (descritta come Zoobotryon pellucidus Ehrenberg, 1829) (immagine tratta da Zirpolo 1924e)

In una nota preventiva del dicembre 1920, diede conto dei primi risultati delle sue osservazioni ed esperienze sul potere rigenerativo del tubo coloniale del Z. pellucidum. In particolare riferì della rapida e completa reintegrazione delle superfici lese del tubo coloniale e dello sviluppo dei rami secondari, poi gemmati a originare i zooidi, e interessati a volte da fenomeni dì eteromorfosi. 
Successivamente Zirpolo ricostruì, inizialmente nelle sue linee principali, il ciclo di sviluppo del Z. pellucidum, facendo due scoperte. La prima riguardava la sopravvivenza, durante l'inverno, di frammenti delle colonie estive, che erano privi di zooidi e ripieni della sostanza protozootica di Reichert. In primavera, questi frammenti germogliavano nuovi rami ricchi di zooidi, che, staccatisi dai frammenti e fissatisi al substrato, davano origine a nuove colonie. La seconda fu la scoperta di un altro processo generativo che giustificava la straordinaria diffusione del Z. pellucidum durante l'estate. Le nuove colonie nascevano da larve ciliate libere che si originavano da alcuni zooidi dei rami primaverili. Le larve mobilissime, dopo circa un giorno dall'uscita dal cistide, perdevano le ciglia e emettevano due estroflessioni, fissandosi con una al substrato e producendo, con l'altra, un nuovo ramo che poi ne sviluppava altri secondari.

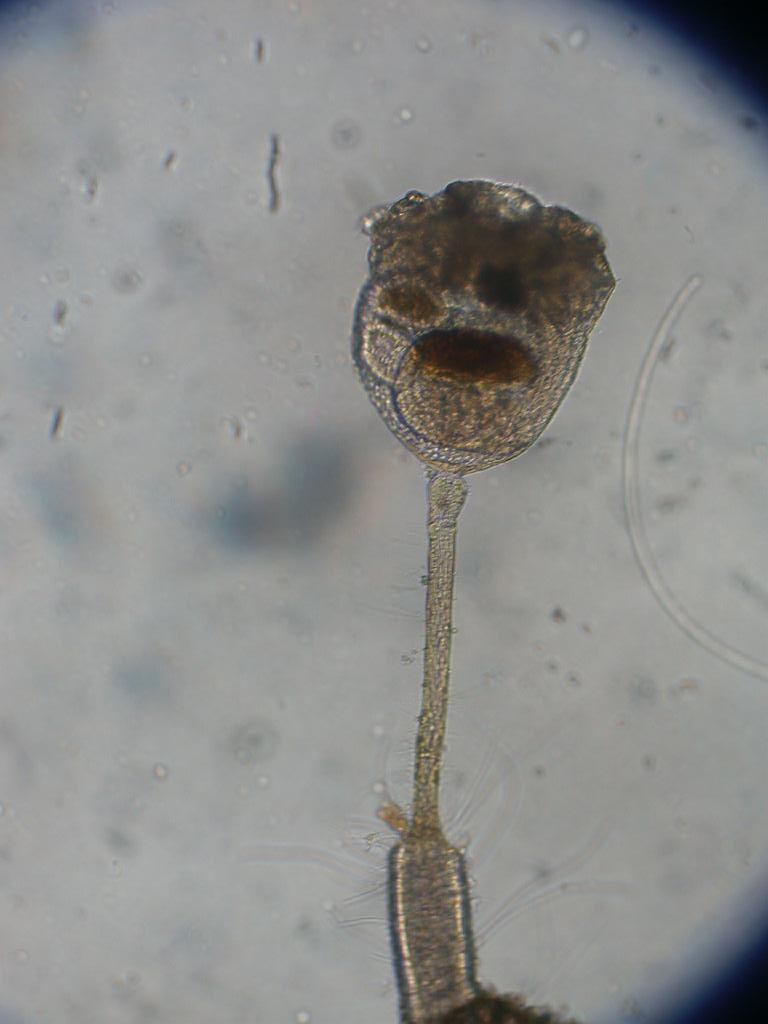
Barentsia discreta (Busk, 1886)

Negli anni seguenti gli studi di Zirpolo sul Z. pellucidum proseguirono con ricerche più approfondite sui vari stadi del ciclo di sviluppo. In particolare si occupò dell'origine dei rami primaverili, del ringiovanimento dei rami in alcuni periodi dell'anno, della natura della sostanza blastogena interna e dell'effetto del freddo sullo sviluppo e sulla rigenerazione dei rami coloniali. Dimostrò in quest'ultimo caso, che le basse temperature erano tra le cause dell'assenza durante l'inverno delle colonie del briozoo, di cui sopravvivevano solo frammenti sul fondo marino, in una sorta di vita latente.
A conclusione dei suoi studi sul Z. pellucidum, Zirpolo pubblicò quello che sarebbe stato il suo lavoro zoologico più importante, una lunga memoria a carattere monografico di trecentocinquanta pagine, illustrata da undici tavole di cui tre a colori e centoquindici figure nel testo. In una completa e accurata trattazione biologica, sistematica, morfologica ed embriologica, Zirpolo riassunse e ridiscusse i risultati delle sue decennali ricerche sul ciclo biologico del briozoo, in comparazione critica con altre diverse specie dello stesso phylum.
In contemporanea con gli studi sul Z. pellucidum, Zirpolo portò avanti altri lavori sull'ecologia, la sistematica e la zoogeografia di altre forme di briozoi. Specificatamente Lophopus cristallina (Pallas, 1768), Lobiancopora hyalina Pergens, 1889, Barentsia discreta (Busk, 1886) e le altre differenti specie raccolte dal tenente di vascello Gaetano Chierchia, incaricato scientifico, durante il terzo viaggio di circumnavigazione della pirocorvetta Vettor Pisani della R. Marina Militare italiana.
I raggi mitogenetici di Gurwitsch e gli studi sulla mitogenesia
Nel 1922, il biologo e medico russo Alexander Gurwitsch riportò la presunta scoperta delle radiazioni mitogenetiche che, descritte poi come deboli radiazioni elettromagnetiche, nella gamma ultravioletta dello spettro, sarebbero emesse da organi di animali o di piante in accrescimento e sarebbero in grado di indurre la mitosi nelle cellule di tessuti simili.
I lavori di Gurwitsch aprirono un nuovo campo di studi, che si inseriva nel contesto più ampio delle ricerche sulle cause che attivavano la riproduzione agamica delle cellule somatiche, «uno dei problemi di capitale importanza nella biologia citologica e la base dell'ontogenesi individuale dei metazoi».
Per verificare la presenza del fenomeno e la sua natura, nell'arco di un decennio furono pubblicati circa cinquecento lavori e, tra questi, diversi furono quelli di Zirpolo che fu un convinto sostenitore dell'esistenza della radiazione di Gurwitsch, ritenuta «una delle più interessanti scoverte della moderna biologia».

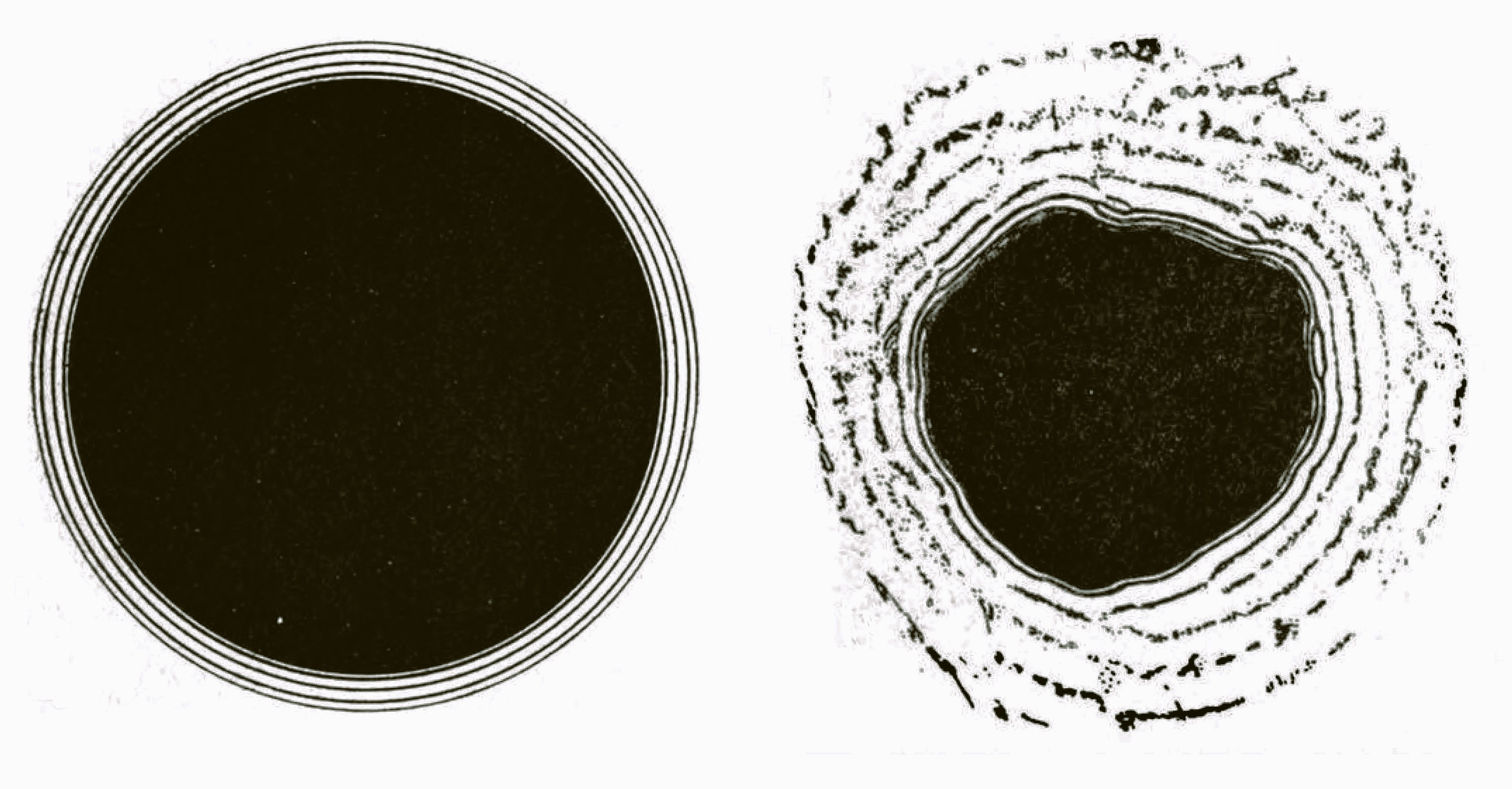
A sinistra: anelli di Liesegang regolari (esperimenti di controllo). A destra: anelli disturbati dall'azione dei fotobatteri (effetto Stempell) (Zirpolo, 1931e)

Nel 1931, dopo un primo articolo di carattere riassuntivo, e una breve nota sull'azione dei batteri luminosi sull'ontogenesi, Zirpolo pubblicò un'ampia memoria con i risultati delle sue prime ricerche sull'argomento. Utilizzò come induttori sia delle colture batteriche, di batteri fotogeni e di batteri banali, sia delle colonie di Penicillium sia, infine, delle sostanze luminescenti. Facendole agire su delle uova fecondate di diverse specie di echinodermi e sui semi di varie spermatofite, Zirpolo verificò quantitativamente un'accentuazione del ritmo di segmentazione delle uova e un maggiore sviluppo dei semi, indice in entrambi i casi di un maggior numero di cariocinesi, rispetto al materiale tenuto come controllo.
A questa prima memoria seguirono diversi articoli a carattere di disamina bibliografica, contenenti cioè un'esposizione critica di quanto veniva via via pubblicato sull'argomento. Come lavoro originale ci fu il resoconto delle esperienze, ripetute e controllate, volte a provare l'esistenza dei raggi mitogenetici con mezzi fisici. Zirpolo si occupò infatti di verificare l'effetto Stempell, sottoponendo degli anelli di Liesegang in formazione, all'azione di batteri luminescenti e a quella delle gemme foglifere di Elaeagnus sp. Le esperienze evidenziarono la formazione alterata degli anelli di bicromato di argento, confermando, secondo Zirpolo, l'effetto Stempell e la sua rilevanza come «mezzo da non tralasciarsi nello studio delle radiazioni mitogenetiche».
A conclusione dei suoi studi quasi decennali sulla radiazione di Gurwitsch, Zirpolo pubblicò una memoria di sintesi critica di circa duecento pagine, «molto bene accolto dagli studiosi di raggi mitogenetici».
«Una grande attività di studioso... nei campi più varii del regno animale»
In parallelo con i suoi studi principali, e grazie alla sua assidua frequentazione della Stazione zoologica, Zirpolo svolse ricerche su diversi aspetti e comportamenti di altri gruppi di invertebrati marini. 

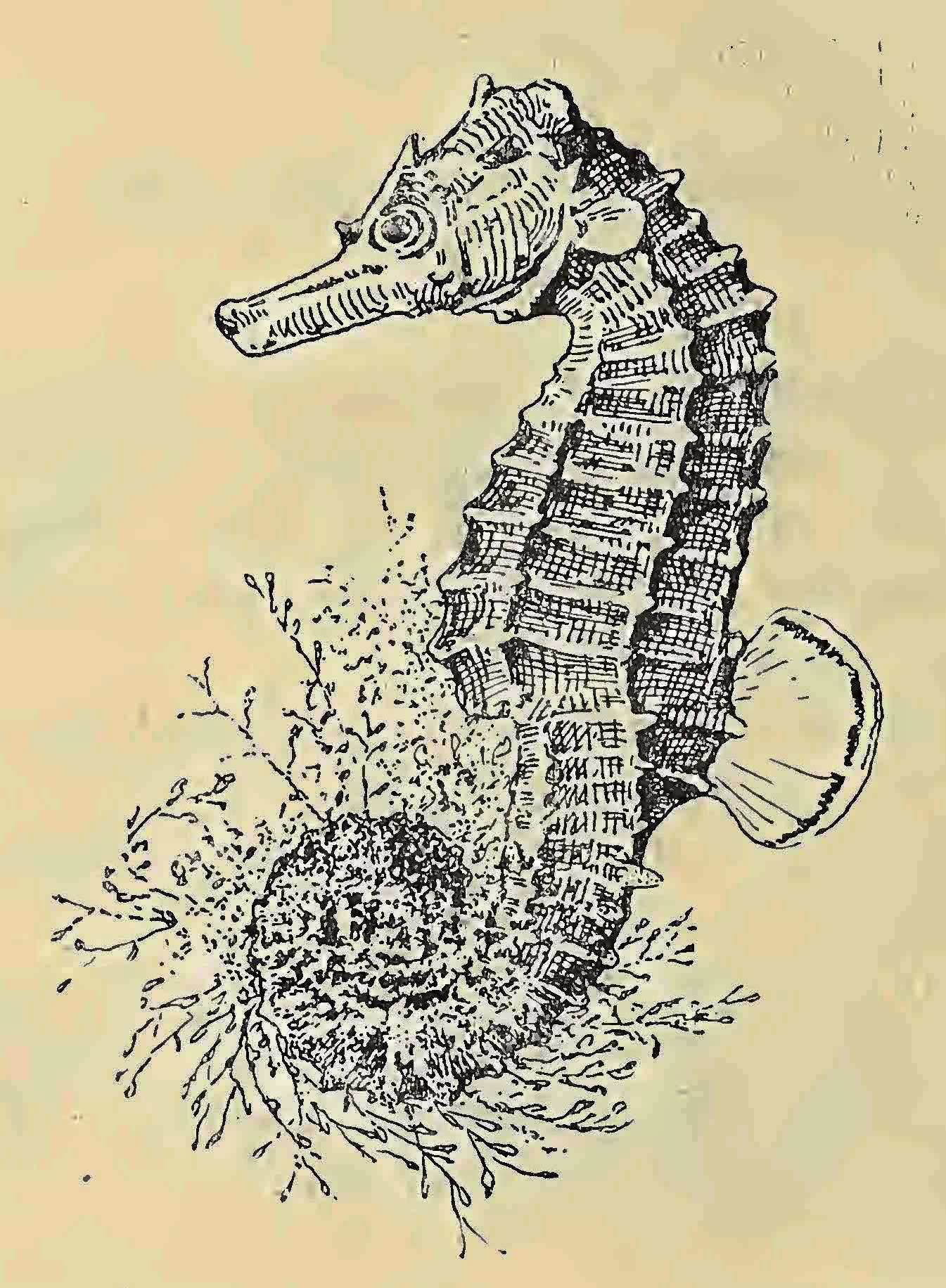
Epibiosi tra Hippocampus guttulatus Cuvier, 1829 e Obelia geniculata (Linnaeus, 1758) (immagine tratta da: Zirpolo, 1940b)

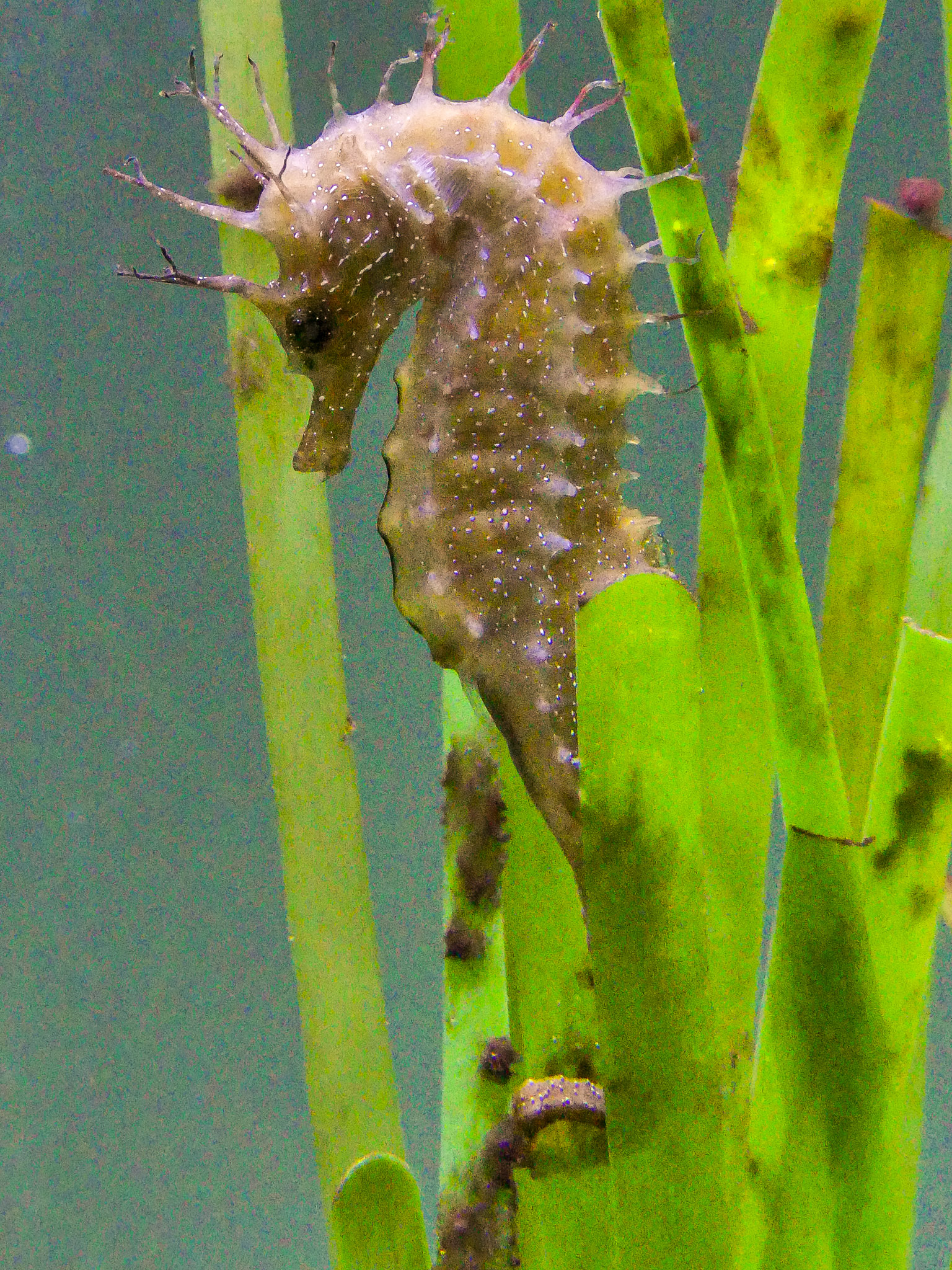
Hippocampus guttulatus Cuvier, 1829

Riferì, in altrettante note, di due casi rari di mascheramento, quello di un crostaceo la Maja squinado (Herbst, 1788) e quello del gasteropode Patella caerulea (Linnaeus, 1758). Studiò poi l'Aiptasia lacerata Dalyell, commensale aberrante del Cardium tuberculatum Linnaeus, 1758. Di una attinia dello stesso genere descrisse un caso di fototropismo, interpretandolo come dovuto alla presenza, nei tentacoli dell'Aiptasia, di zooxantelle simbiotiche che, avendo bisogno di luce per la fotosintesi clorofilliana, stimolavano lo spostamento dell'attinia nelle zone illuminate.
 

Zirpolo si occupò ripetutamente di simbiosi. In particolare individuò degli organi simbiotici in diretto contatto con l'apparato digerente dell'ectoparassita ematofago Hirudo medicinalis Linnaeus, 1758; esaminò il mutualismo tra Zooxanthella Brandt, 1881 e Phylliroe bucephala Péron & Lesueur, 1810, e tra la stessa alga unicellulare e la Bicellariella ciliata (Linnaeus, 1758). Successivamente descrisse il caso di un esemplare di Dromia vulgaris H. Milne Edwards, 1837 rivestito completamente, nella regione dorsale del corpo, di Balanus crenatus Bruguière, 1789 e di un altro esemplare della stessa specie che aveva adagiata sul dorso un'ascidia semplice, Ascidia mentula (Müller, 1776), che si era adattata alla forma curva del carapace del granchio prendendo una forma schiacciata, concavo-convessa. Infine trattò dell'epibiosi di Obelia geniculata (Linnaeus, 1758), aderente su quasi tutta la regione caudale di un Hippocampus guttulatus Cuvier, 1829, senza però arrecare alcun danno o lesione cutanea al lofobranchio e riesaminò casi noti di associazioni fra Idrozoi e Pesci, aventi carattere di epibiosi, inquilinismo, simbiosi, pseudoparassitismo e parassitismo.

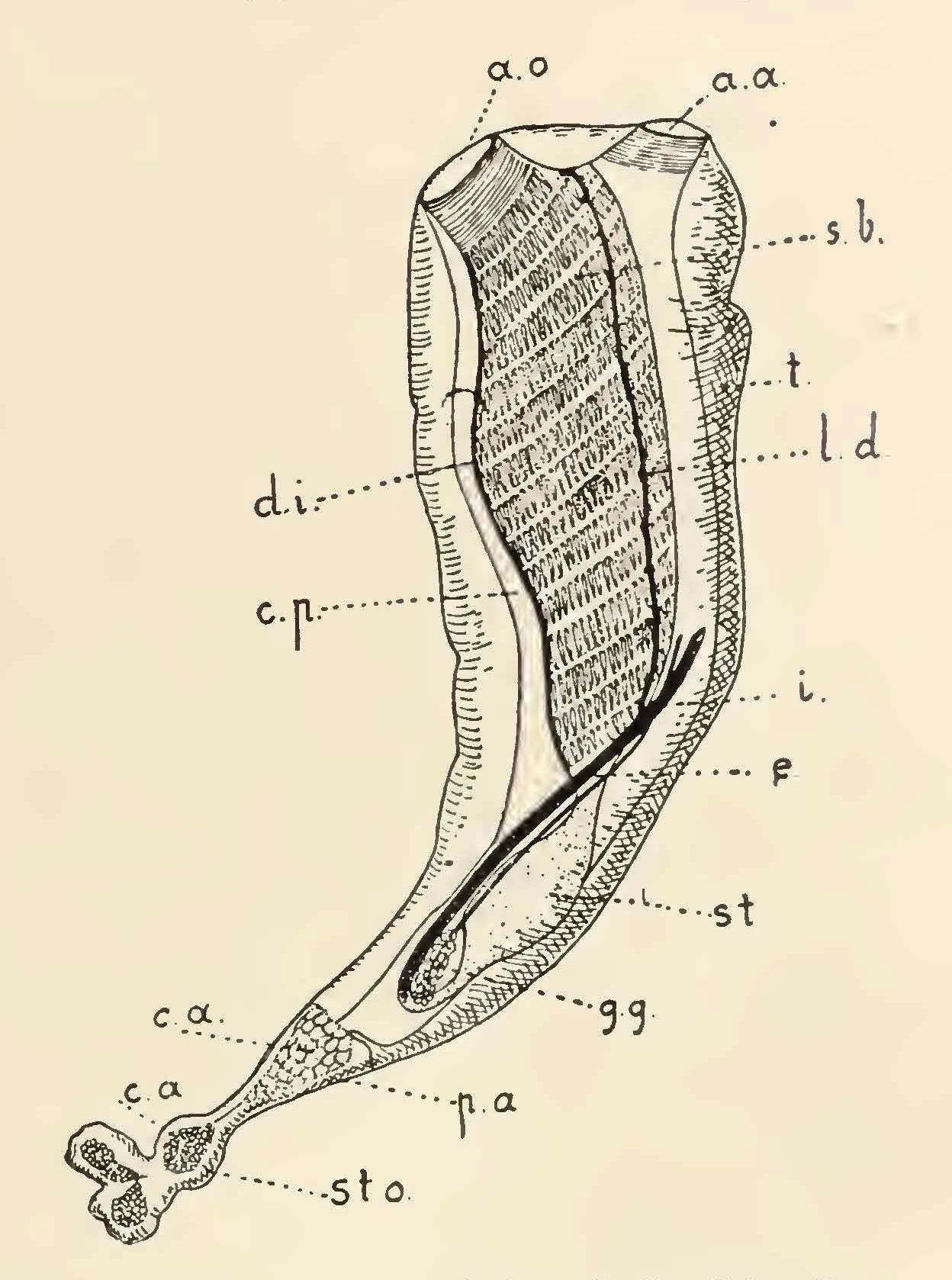
Bradiclavella dellavallei n.g. n. sp., poi accettata come Clavelina dellavallei (Zirpolo, 1925) (immagine tratta da Zirpolo, 1926e)

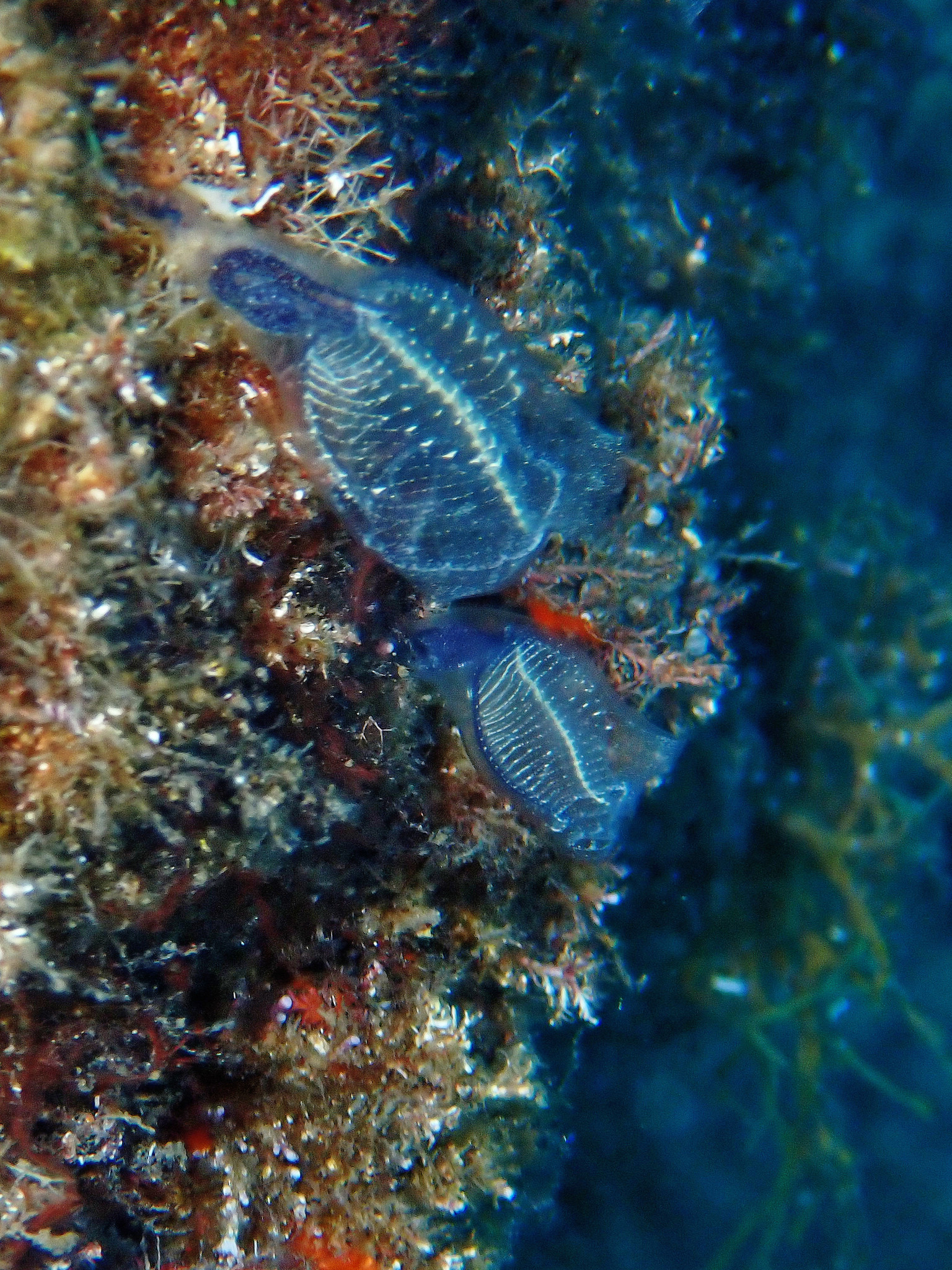
Clavelina dellavallei (Zirpolo, 1925) = Bradiclavella dellavallei Zirpolo, 1925

Occupandosi di altri temi di interesse zoologico, Zirpolo discusse dell'ospite intermedio dello Schistosoma haematobium Bilharz, 1852, individuandolo in un gasteropode d'acqua dolce del genere Planorbis O. F. Müller, 1773 e descrisse e figurò un nuovo Clavelinide del Golfo di Napoli, nuovo anche genericamente. In considerazione della brevità del peduncolo postaddominale, Zirpolo propose il nome generico di Bradiclavella, mentre propose l'epiteto specifico di dellavalleii, dedicando la nuova ascidia al suo maestro A. Della Valle «che ha lasciato larga traccia di sé negli studii sulle ascidie del Golfo di Napoli».
Descrisse inoltre dei minuscoli «corpi cilindrici, a forma di bastoncelli, di colore brunastro, lievemente flessibili» rinvenuti attaccati alla base delle spine di un braccio ambulacrale di una Asterias (Stolasterias) tenuispina Lamarck, 1816. Ritenendoli silicospugne li descrisse come appartenenti a una specie nuova anche genericamente, che denominò Microcordyla asteriae. Come sostenne poi Theodor Mortensen nel 1932, si trattava in realtà di pedicellarie globose di Paracentrotus lividus (Lamarck, 1816), cioè di particolari appendici scheletriche peduncolate in forma di pinze tridattili, addette alla pulizia del tegumento, alla difesa o alla cattura di piccole prede.
L'ultimo ambito di ricerca: l'azione dell'acqua pesante in biologia
Con le sue ricerche, cominciate nel 1937, Zirpolo fu un pioniere degli studi sugli effetti biologici dell'acqua pesante, che era stata isolata per la prima volta solo qualche anno prima, nel 1933, da Gilbert Lewis. Dopo un primo articolo riassuntivo sullo stato delle conoscenze precedenti, Zirpolo avviò una serie di ricerche originali volte a conoscere i limiti di possibilità di vita degli organismi a contatto dell'acqua pesante, a differenti concentrazioni.
Zirpolo utilizzò concentrazioni comprese tra 25,0% e 99,6%, lasciandovi immersi, per tutto il tempo in cui fossero rimaste in vita, diverse specie di invertebrati acquatici, sia marini che di acqua dolce. In alcuni casi, dopo un certo tempo, li rimetteva nel loro mezzo naturale per accertare se l'eventuale azione dell'acqua pesante avesse avuto o meno un effetto definitivo.
Dalle varie esperienze compiute, Zirpolo trasse la conclusione che, anche se l'acqua pesante non si presentava come un ambiente atto alla vita, in linea generale, non era corretto parlare di abioticità e tossicità perché, se era vero che alcuni organismi soccombevano rapidamente, altri vi resistevano sopportando varie concentrazioni e alcune piante, «pare», ne erano stimolate nello sviluppo.

## Contributi scientifici

### Pubblicazioni
Lavori sui batteri fotogeni e la bioluminescenza batterica
- Ricerche su di un bacillo fosforescente che si sviluppa sulla Sepia officinalis L., in Boll. Soc. Natur. in Napoli, XXX= X (II), anno 1917, Napoli, Off. Cromotip. Aldina, 30 Aprile 1918,  pp. 47–77, tav. 2-3.
- I batteri fotogeni degli organi luminosi di Sepiola intermedia, in Boll. Soc. Natur. in Napoli, XXX= X (II), anno 1917, Napoli, Off. Cromotip. Aldina, 30 Aprile 1918,  pp. 206–219, tav. 6.
- Micrococcus pierantonii. Nuova specie di batterio fotogeno dell'organo luminoso di Rondeletia minor NAEF, in Boll. Soc. Natur. in Napoli, XXXI= XI (II), anno 1918, Napoli, Off. Cromotip. Aldina, 28 Giugno 1919,  pp. 75–87.[120]
- I batteri fosforescenti e le recenti ricerche sulla biofotogenesi, in Natura: Riv. Sc. Nat., X, Milano, Tip. Successori F.lli Fusi, 31 marzo 1919,  pp. 60–72.
- Studi sulla bioluminescenza batterica. Azione degli ipnotici, in Riv. di Biologia, II, n. 1, Roma, Tip. C. Bardi, Febbraio 1920,  pp. 52–59.
- Studi sulla bioluminescenza batterica. Azione dei sali di magnesio, in Boll. Soc. Natur. in Napoli, XXXII=XII (II), anno 1919, Napoli, Officina Cromotip. Aldina, 30 Ottobre 1920,  pp. 112–119.
- Studi sulla bioluminescenza batterica. Azione dei sali radioattivi, in Natura, Riv . Sc. Nat., XII, Milano, Tip. Successori F.lli Fusi, 30 settembre 1921,  pp. 139–143.
- Studi sulla bioluminescenza batterica. Azione dei raggi emanati dal bromuro di radio, in Boll. Soc. Natur. in Napoli, XXXIII=XIII (II), anno 1920, Napoli, Officina Cromotip. Aldina, 30 Gennaio 1922,  pp. 75–81.
- Studii sulla bioluminescenza batterica. Azione dei sali di chinina, caffeina, cocaina e stricnina, in Natura, Riv . Sc. Nat., XIII, Milano, Tip. Successori F.lli Fusi, 30 Novembre 1922,  pp. 70–78.
- Studi sulla bioluminescenza batterica. Azione del nitrato di cerio, in Boll. Soc. Natur. in Napoli, XXXIV=XIV (II), anni 1920-1921, Napoli, Officina Cromotip. Aldina, 30 Aprile 1923,  pp. 46–50.
- Osservazioni sulla biofotogenesi, in Boll. Soc. Natur. in Napoli, XXXIV=XIV (II), anni 1920-1921, Napoli, Officina Cromotip. Aldina, 30 Aprile 1923,  pp. 128–132.
- Studi sulla bioluminescenza batterica. Azione dei sali di potassio, in Boll. Soc. Natur. in Napoli, XXXV=XV (II), anno 1923, Napoli, Officina Cromotip. Aldina, 10 Gennaio 1924,  pp. 245–247.
- Ancora sui batteri fotogeni (risposta a S. Mortara), in Riv. di Biologia, VI, n. 4-5, Roma, Tip. G. Bardi, 1924,  pp. 581–584.
- Ancora sui batteri luminosi. (Risposta a V. Puntoni e S. Skowron), in Riv. di Biologia, VIII, n. 2, Milano, Istituto Editoriale Scientifico, 1926,  pp. 245–248.
- Studi sulla bioluminescenza batterica. La resistenza del potere luminoso, in Boll. Soc. Natur. in Napoli, XXXVIII=XVIII (II), anno 1926, Napoli, Officina Cromotip. Aldina, 30 Gennaio 1927,  pp. 225–232.
- La polemica sui batteri luminosi. (Risposta al Prof. V. Puntoni), in Mon. Zool. It., XXXVIII, n. 12, Firenze, Stab. Tip. S. Bernardino (Siena), 1927,  pp. 309–312.
- Studi sulla bioluminescenza batterica. Azione delle basse temperature, in Boll. Soc. Natur. in Napoli, XLI. anno 1929, Napoli, Stab. Tip. Nicola Jovene, 10 Maggio 1930,  pp. 137–151.
- L'azione di alte e basse temperature sui batteri luminosi, in Boll. di Zool., I, n. 1, Napoli, Stab. Tip. Nicola Jovene, 1930,  pp. 39–41.
- Studi sulla bioluminescenza batterica. Azione dei batteri luminosi sulla germinazione dei semi, in Boll. Soc. Natur. in Napoli, XLIII. anno 1931, Napoli, Stab. Tip. Nicola Jovene, 15 Aprile 1932,  pp. 393–424.
- Les bactéries lumineuses (Bacìllus Pierantonii Zirpolo e Micrococcus Pierantonii Zirpolo) soumises à la temperature de I'hèlium liquide au laboratoire cryogène de Leide, in VI Congrès Intern. du Froid, Buonos Aires, Août-Septembre 1932, Buonos Aires, 1932,  pp. 450–455.
- Studi sulla bioluminescenza batterica. Batteri luminosi ed Anelli di Liesegang, in Boll. Soc. Natur. in Napoli, XLIV. anno 1932, Napoli, Stab. Tip. Nicola Jovene, 25 Febbraio 1933,  pp. 221–228.
- Studi sulla bioluminescenza batterica. Azione dell'idrogeno (-253°C) e dell'elio liquido (- 269°C, -271, 25°C), in Boll. Soc. Natur. in Napoli, XLIV. anno 1932, Napoli, Stab. Tip. Nicola Jovene, 25 Febbraio 1933,  pp. 229–235.
- Ricerche criobiologiche sui batteri luminosi dei Cefalopodi, in Arch. Zool. Ital., XXVIII, n. 3-4, Torino, Rosenberg & Sellier, 1933,  pp. 359–405.
- Studi sulla bioluminescenza batterica. XIII - Azione dell'acqua pesante (D2O), in Boll. di Zool., IX (I), Napoli, 1938,  pp. 49–55.

Lavori sugli Echinodermi
- Ricerche sulla rigenerazione delle braccia di Asterina gibbosa. Nota preliminare, in Boll. Soc. Natur. in Napoli, XXVIII=VIII (II), anno 1915, Napoli, Officina Cromotip. Aldina, 28 Febbraio 1916,  pp. 119–120.
- Di una rara anomalia delle braccia di Astropecten aurantiacus, in Pubbl. Staz. Zool. Napoli, I, Napoli, 1916,  p. 31.
- Alcuni casi di anomalia delle braccia di Asterina gibbosa, in Boll. Soc. Natur. in Napoli, XXIX=IX (II), anno 1916, Napoli, Officina Cromotip. Aldina, 10 Marzo 1917,  pp. 3–16, tav. 1-2.
- Su alcuni individui anomali di Chaetaster longipes Retzius e di Hacelia attenuata Gray, in Boll. Soc. Natur. in Napoli, XXIX=IX (II), anno 1916, Napoli, Officina Cromotip. Aldina, 10 Marzo 1917,  pp. 49–58, tav. 3.
- Casi di anomalia delle braccia di Asteroidi dovuti ad iperrigenerazione, in Mem. P. Acc. Rom. Nuovi Lincei, vol. 3, Roma, 1917,  pp. 247–274, tav. 3.
- Notizie di Asteroidi anomali pescati nel Golfo di Napoli (Echinaster sepositus Gray ed Asterias glacialis O.F. Muller), in Boll. Soc. Natur. in Napoli, XXX=X (II), anno 1917, Napoli, Officina Cromotip. Aldina, 30 Aprile 1918,  pp. 20–29.
- Un caso di rigenerazione parziale delle braccia in un Astropecten aurantiacus L., in Pubbl. Staz. Zool. Napoli, II, Napoli, 1918,  pp. 169–175, tav. 10.
- Notizia di un'Ophioglypha lacertosa LYM. anomala, in Boll. Soc. Natur. in Napoli, XXXI=XI (II), anno 1918, Napoli, Officina Cromotip. Aldina, 28 Giugno 1919,  pp. 45–49.
- Nuovi casi di anomalia delle braccia in un Astropecten aurantiacus L., in Boll. Soc. Natur. in Napoli, XXXI=XI (II), anno 1918, Napoli, Officina Cromotip. Aldina, 28 Giugno 1919,  pp. 100–109.
- Contributo allo studio sulla rigenerazione del dermascheletro negli Echinoidi, in Boll. Soc. Natur. in Napoli, XXXII=XII (II), anno 1919, Napoli, Officina Cromotip. Aldina, 30 Ottobre 1920,  pp. 47–50.
- Notizia riguardante altri esemplari anomali di Asterina gibbosa PENN. pescati nel Golfo di Napoli, in Boll. Soc. Natur. in Napoli, XXXII=XII (II), anno 1919, Napoli, Officina Cromotip. Aldina, 30 Ottobre 1920,  pp. 63–70.
- Su di un Astropecten aurantiacus L. con tre piastre madreporiche, in Boll. Soc. Natur. in Napoli, XXXII=XII (II), anno 1919, Napoli, Officina Cromotip. Aldina, 30 Ottobre 1920,  pp. 71–76.
- Caso di rigenerazione ipotipica in Astropecten aurantiacus L., in Atti Acc. Napoletana Scientifico letteraria San Pietro in Vincoli, Napoli, Tip. Pontificia degli Artigianelli, 1920.
- Ricerche sulla rigenerazione delle braccia di Asterina gibbosa PENN., in Pubbl. Staz. Zool. Napoli, III, Napoli, 1921,  pp. 93–161.
- Ricerche sulla rigenerazione delle braccia di Asterina gibbosa PENN., in Boll. Soc. Natur. in Napoli, XXXIII=XIII (II), anno 1920, Napoli, Officina Cromotip. Aldina, 30 Gennaio 1922,  pp. 53–54.
- Notizia di un'Asterias glacialis O.F. MULLER con sei braccia pescata nel Golfo di Napoli, in Boll. Soc. Natur. in Napoli, XXXIV=XIV (II), anni 1921-1922, Napoli, Officina Cromotip. Aldina, 30 Aprile 1923,  pp. 160–162.
- Sull'omeofagismo dell'Asterina gibbosa PENN., in Boll. Soc. Natur. in Napoli, XXXIV=XIV (II), anni 1921-1922, Napoli, Officina Cromotip. Aldina, 30 Aprile 1923,  pp. 166–168.
- Notizia di un Echinaster sepositus GRAY con sei braccia pescato nel Golfo di Napoli, in Atti Pontif. Acc. Rom. Nuovi Lincei, LXXVII, Roma, 1924,  pp. 161–163.
- Ulteriori notizie di Asteroidi anomali, in Boll. Soc. Natur. in Napoli, XXXVI=XVI (II), anno 1924, Napoli, Officina Cromotip. Aldina, 10 Gennaio 1925,  pp. 305–346, tav. 6-8.
- Ricerche sull'Asterina gibbosa PENN. Note istologiche, in Arch. Zool. Ital., XI, Napoli, Stab. Tip. La Nuovissima, 1926,  pp. 45–63, tav. I.
- Sulla rigenerazione delle braccia di Luidia ciliaris PHIL., in Boll. Soc. Natur. in Napoli, XXXVII=XVII (II), anno 1925, Napoli, Officina Cromotip. Aldina, 10 Febbraio 1926,  pp. 241–243.
- Gemmazioni, rigenerazioni ipertipiche ed ipotipie studiate nell'Astropecten aurantiacus L., in Boll. Soc. Natur. in Napoli, XXXVIII=XVIII (II), anno 1926, Napoli, Officina Cromotip. Aldina, 30 Gennaio 1927,  pp. 167–221, tav. 2-5.
- Caso di Eteromorfosi in un Astropecten aurantiacus L., in Boll. Soc. Natur. in Napoli, XXXIX=XIX (II), anno 1927, Napoli, Officina Cromotip. Aldina, 30 Gennaio 1928,  pp. 195–206, tav. 17.
- Le forme cometoidi dell'Asterias tenuispina LMK., in Boll. Soc. Natur. in Napoli, XL=XX (II), anno 1928, Napoli, Stab. Tip. Nicola Jovene, 30 Aprile 1929,  pp. 25–35.
- Casi di anomalie osservati in Antedon mediterranea LMK., in Boll. Soc. Natur. in Napoli, XL=XX (II), anno 1928, Napoli, Stab. Tip. Nicola Jovene, 30 Aprile 1929,  pp. 52–56.
- Casi di anomalie osservati in Antedon mediterranea LMK., in Boll. Soc. Natur. in Napoli, XL=XX (II), anno 1928, Napoli, Stab. Tip. Nicola Jovene, 30 Aprile 1929,  pp. 221–231.
- Su di alcune forme ipotipiche rare di Ofiuroidi rinvenute nel Golfo di Napoli, in Boll. Soc. Natur. in Napoli, XLI=XXI (II), anno 1929, Napoli, Stab. Tip. Nicola Jovene, 10 maggio 1930,  pp. 30–41, tav. 3.
- Ricerche sul sistema nervoso di Asterina gibbosa PENN., in Boll. Soc. Natur. in Napoli, XLI=XXI (II), anno 1929, Napoli, Stab. Tip. Nicola Jovene, 10 maggio 1930,  pp. 270–277.
- Sul Gorgonocephalus chilensis, Lyman, in Ann. Mus. Zool. Univ. Napoli, VI, n. 7, Napoli, Gennaio 1932,  pp. 1–16.
- Sul potere rigenerativo della regione del disco dell'Astropecten aurantiacus L., in Arch. Zool. Ital., XXII, Torino, Rosenberg & Sellier, 1936,  pp. 175–180.
- Una rara anomalia di Astropecten auriantacus L ., in Riv. Fis. Mat. e Sc. Nat., X (II), n. 5, Napoli, Tip. Arturo Nappa, 28 Febbraio 1936.
- Aggiunta al lavoro: Su alcune forme ipotipiche rare di Ofiuroidi rinvenute nel Golfo di Napoli, in Boll. Soc. Natur. in Napoli, XLIX, anno 1937, Napoli, Stab. Tip. Nicola Jovene, Luglio 1938,  pp. 111–113.

Lavori sui Briozoi
- Contributo alla conoscenza del ciclo biologico del Zoobotryon pellucidum EHRBG., in Mon. Zool. Ital., XXXII, n. 10, Firenze, Tip. Luigi Niccolai, 1921,  pp. 128–134.
- Sullo sviluppo dello Zoobotryon pellucidum EHRBG., in Mon. Zool. Ital. Rendiconto dodicesima Assemblea generale ordinaria e del Convegno dell'Unione zoologia Italiana in Trieste (8-12- settembre 1921), XXXII, n. 12, Firenze, Tip. Luigi Niccolai, 1921,  pp. 12–15.
- Ricerche sulla rigenerazione del Zoobotryon pellucidum EHRBG. Nota preliminare, in Boll. Soc. Natur. in Napoli, XXXIII=XIII (II), anno 1920, Napoli, Officina Cromotip. Aldina, 30 Gennaio 1922,  pp. 98–101.
- Sulla biologia del Zoobotryon pellucidum EHRBG. Comunicazione verbale, in Boll. Soc. Natur. in Napoli, XXXIV=XIV (II), anni 1921-1922, Napoli, Officina Cromotip. Aldina, 30 Aprile 1923,  pp. 3–6.
- Sul ringiovanimento dei rami coloniali del Zoobotryon pellucidum EHRBG., in Arch. Zool. Ital., X, Napoli, Tip. Francesco Giannini & Figli, 1923,  pp. 233–238.
- Ricerche sul rapporto fra sostanza blastogena e sviluppo dei rami coloniali nel Zoobotryon pellucidum EHRBG., in Pubbl. Staz. Zool. Napoli, IV, Napoli, 1923,  pp. 117–128.
- Azione del freddo sullo sviluppo e sulla rigenerazione dei rami coloniali del Zoobatryon verticillatum DELLE CHIAJE, in Mon. Zool. Ital. Rendiconto quattordicesima Assemblea generale ordinaria e del Convegno dell'Unione zoologia Italiana in Genova (8-11 - ottobre 1923), XXXV, n. 12, Firenze - Napoli, Officina Fratelli Ciolfi, 1924,  pp. 18–20.
- Sulla genesi delle colonie primaverili del Zoobotryon pellucidum EHRBG., in Boll. Soc. Natur. in Napoli, XXXV=XV (II), anno 1923, Napoli, Officina Cromotip. Aldina, 10 Gennaio 1924,  pp. 113–128.
- Sull'azione delle basse temperature sullo sviluppo del Zoobotryon pellucidum EHRBG., in Boll. Soc. Natur. in Napoli, XXXV=XV (II), anno 1923, Napoli, Officina Cromotip. Aldina, 10 Gennaio 1924,  pp. 263–264.
- Lo sviluppo dei rami coloniali del Zoobotryon verticillatum in rapporto alle variazioni di temperatura, in Rend. Pont. Acc. delle Sc. Nuovi Lincei, LXVII, Roma, Tip. Pontificia nell'Istituto Pio IX, 1924,  pp. 164–167.
- Le restituzioni dei rami coloniali del Zoobotryon pellucidum EHRBG., in Pubbl. Staz. Zool. Napoli, V, Napoli, 1924,  pp. 97–134.
- Zoobotryon pellucidum EHRBG. = Z. verticillatum DELLE CHIAJE. Comunicazione verbale, in Boll. Soc. Natur. in Napoli, XXXVI=XVI (II), anno 1924, Napoli, Officina Cromotip. Aldina, 10 Gennaio 1925,  pp. 6–7.
- Sulla presenza di Lophopus cristallinus (PALLAS) nel lago-stagno craterico degli Astroni, in Annuar. Mus. Zool. Napoli (n.s.) Suppl. Fauna degli Astroni, vol. 11, Napoli, Officina Cromotip. Aldina, 1925,  pp. 1–7.
- Briozoi raccolti dal Cap. G. Chierchia durante il viaggio di circumnavigazione della R. Nave “Vettor Pisani” negli anni 1882-1886, in Annuar. Mus. Zool. Univ. Napoli, V, n. 13, Napoli, 1925,  pp. 1–3.
- Ricerche sui briozoi del Golfo di Napoli. I. Notizie sulla Lobiancopora hyalina Pergens, in Annuar. Mus. Zool. Univ. Napoli, V, n. 18, Napoli, 1927,  pp. 1–16.
- Sulla presenza della Barentsia discreta Busk nel Golfo di Napoli, in Boll. Soc. Natur. in Napoli, XXXIX=XIX (II), anno 1927, Napoli, Officina Cromotip. Aldina, 30 Gennaio 1928,  pp. 413–419.
- Sopra due mie note sui briozoi, in Boll. Soc. Natur. in Napoli, XL=XX (II), anno 1928, Napoli, Stab. Tip. Nicola Jovene, 30 Aprile 1929,  pp. 21–24.
- Zoobotryon verticillum, in Scientiarum nuncius radiophonicus, n. 17, Roma, Casina di Pio IV, 29 Dicembre 1932.
- Zoobotryon verticillatum Delle Chiaje, in Mem. Pontif. Acc. Sc. Nuovi Lincei, XVII (II), Roma, Scuola tip. Pio X, 1933,  pp. 109–442, tav. 1-12.

Lavori sugli Ctenofori
- Ricerche sulla rigenerazione degli Ctenofori, in Boll. Soc. Natur. in Napoli, XXXVI=XVI (II), anno 1924, Napoli, Officina Cromotip. Aldina, 10 Gennaio 1925,  pp. 153–157.
- Su di una Beroe ovata con doppia apertura orale. Comunicazione verbale, in Boll. Soc. Natur. in Napoli, XXXVI=XVI (II), anno 1924, Napoli, Officina Cromotip. Aldina, 10 Gennaio 1925,  pp. 153–157.
- Studi sui Ctenofori, in Rend. Acc. Sc. Fis. e Mat. Soc. R. Napoli, XXXV (III), Napoli, 1929,  pp. 243–247.
- Ricerche sui Ctenofori. I processi di regolazione e di rigenerazione, in Arch. Zool. Ital., XIV, n. 2, Torino, Rosenberg & Sollier, 1930,  pp. 115–156.
- Ricerche sugli Ctenofori. 2. L'adattamento alla vita d'acqua dolce, in Boll. Soc. Natur. in Napoli, LIII, anno 1942, Napoli, Stab. Tip. Nicola Jovene, 30 marzo 1943,  pp. 143–171.

Lavori sugli anfibi
- Studi quantitativi sulla riduzione della coda nella metamorfosi della Rana esculenta, in Boll. Soc. Natur. in Napoli, XXVII=VII (II), anno 1914, Napoli, Officina Cromotip. Aldina, 15 Aprile 1915,  pp. 17–47.
- La velocità dell'accrescimento e della riduzione della coda di Bufo vulgaris dalla sua prima origine alla completa atrofia, in Boll. Soc. Natur. in Napoli, XXVII=VII (II), anno 1914, Napoli, Officina Cromotip. Aldina, 15 Aprile 1915,  pp. 129–148.
- Ricerche sulle modificazioni esterne che avvengono nella coda di Rana esculenta dall'inizio dello sviluppo sino alla sua atrofia, in Arch. Zool. Ital., IX, n. 2, Napoli, Tip. Francesco Giannini & Figli, 1920,  pp. 215–236.
- Ricerche sulle metamorfosi degli anfibi anuri, in Natura, Riv . Sc. Nat., XII, Milano, Tip. Successori F.lli Fusi, 30 settembre 1921,  pp. 8–13.
- Le glandole endocrine e la metamorfosi degli anfibi anuri, in Riv. di Biologia, III, n. 1, Roma, Tip. C. Bardi, Febbraio 1921,  pp. 69–81.

Lavori di zoologia su altri gruppi animali
- Notizia sulla biologia della Maja squinado BOSC., in Natura, Riv . Sc. Nat., XI, n. 1, Milano, Tip. Successori F.lli Fusi, 31 Marzo 1920,  pp. 65–67.
- Sull'ospite intermedio dello Schistosoma haematobium Bilharz, in Natura, Riv . Sc. Nat., XIV, n. 1, Milano, Tip. Successori F.lli Fusi, 1923,  pp. 25–26.
- Caso di atrofia del cieco epatico dorso-cefalico in una Phylliroe bucephala, in Atti Pontif. Acc. Rom. Nuovi Lincei, LXXVI, Roma, 1923.
- Su di un raro caso di mascheramento osservato in Patella coerulea L., in Natura, Riv . Sc. Nat., XV, n. 3, Milano, Tip. Successori F.lli Fusi, 31 Ottobre 1924,  pp. 143–146.
- Ricerche sulla simbiosi fra Zooxantelle e Phylliroe bucephala Peron et Lesueur, in Boll. Soc. Natur. in Napoli, XXXV=XV (II), anno 1923, Napoli, Officina Cromotip. Aldina, 10 Gennaio 1924,  pp. 129–138, tav. 5.
- Nuovo caso di simbiosi fra Zooxantelle e Bicillaria ciliata del Golfo di Napoli, in Mon. Zool. Ital. Rendiconto quattordicesima Assemblea generale ordinaria e del Convegno dell'Unione zoologia Italiana in Genova (8-11 - ottobre 1923), XXXV, Firenze - Napoli, Officina Fratelli Ciolfi, 1924,  pp. 20–21.
- (In collaborazione con Francesco Pignatari), Contributo alla lotta contro il Crysomphalus dictyospermi, Napoli, Tip. F.lli De Gaudio, 1924.
- Ricerche sulla forma poliploide di Eleutheria radiata DUJ., in Pubbl. Staz. Zool. Napoli, VI, Napoli, 1925,  pp. 287–315, tav. 2-3. 1925g
- Caso di simbiosi fra Dromia M. Edw. e Balanus crenatus Brug., in Boll. Soc. Natur. in Napoli, XXXVII=XVII (II), anno 1925, Napoli, Officina Cromotip. Aldina, 10 Febbraio 1926,  pp. 177–180.
- Su di un nuovo clavelinide del Golfo di Napoli: Bradiclavella dellavallei n. g. n. sp. Nota preliminare, in Boll. Soc. Natur. in Napoli, XXXVII=XVII (II), anno 1925, Napoli, Officina Cromotip. Aldina, 10 Febbraio 1926,  pp. 189–192.
- Ancora sui ciechi epatici della Phylliroe bucephala, in Atti Pontif. Acc. Rom. Nuovi Lincei, LXXIX, Roma, 1926.
- Di una nuova silicospugna del Golfo di Napoli Microcordyla asteriae n. g. n. sp., in Boll. Soc. Natur. in Napoli, XXXVIII=XVIII (II), anno 1926, Napoli, Officina Cromotip. Aldina, 30 Gennaio 1927,  pp. 287–290.
- Fototropismo e simbiosi, in Arch. Zool. Ital., XIII, n. 3-4, Torino, Rosenberg & Sollier, 1929,  pp. 507–512.
- Note morfologiche e sistematiche su Microcordyla asteriae Zirp., in Boll. Soc. Natur. in Napoli, XLI (1929), Napoli, Stab. Tip. Nicola Jovene, 10 Maggio 1930,  pp. 15–29, tav. 1-2.
- A proposito di un recente scritto di Th. Mortensen sulle pedicellarie, in Boll. di Zool., III, n. 3, Napoli,  pp. 119–121.
- Nuovo caso di simbiosi fra dromia vulgaris M. Edw e Ascidia mentula O. F. Muller, in Boll. Soc. Natur. in Napoli, XLI (1929), Napoli, Stab. Tip. Nicola Jovene, 10 Maggio 1930,  pp. 97–102.
- Studi sui rapporti fra anomalia e rigenerazione I. Ricerche su alcuni esemplari di Olindias Mulleri, in Boll. Soc. Natur. in Napoli, XLIII, anno 1931, Napoli, Stab. Tip. Nicola Jovene, 15 Aprile 1932,  pp. 367–376.
- Azione Dello Zolfo Sugli Organismi, in Boll. di Zool., VI (I), Napoli, 1935,  pp. 254–260.
- Aitapsia lacerata, commensale aberrante di Cardium tuberculatum, in Annuar. Mus. Zool. Univ. Napoli, VII, n. 5, Napoli, 1939,  pp. 1–2.
- Caso di epibiosi di Obelia geniculata su Hippocampus guttulatus, in Annuar. Mus. Zool. Univ. Napoli, VII, n. 8, Napoli, Giugno 1939,  pp. 1–8.
- Studi sui rapporti fra anomalia e rigenerazione. II. Ricerche sulla Pelagia nocticula PER. Les., in Riv. Fis. Mat. e Sc. Nat., XIV (II), n. 5, Napoli, Tip. Arturo Nappa, 28 Febbraio 1940,  pp. 209–212.
- Un nuovo caso di associazione di idroidi e pesci con revisione critica dei casi già noti, in Boll. Soc. Natur. in Napoli, L, anni 1938 e 1939, Napoli, Stab. Tip. Nicola Jovene, 10 Gennaio 1940,  pp. 127–139.
- Xantocroismo e metacromismo in Hippocampus guttulatus, in Boll. Soc. Natur. in Napoli, LII, (1941), Napoli, Stab. Tip. Nicola Jovene, 30 Gennaio 1942,  pp. 9–19.

Lavori sulle radiazioni mitogenetiche
- Le radiazioni mitogenetiche di Gurwitsch, in Riv. Fis. Mat. e Sc. Nat., IV(II), n. 3, Napoli, Unione Tipografica Combattenti, 28 Dicembre 1929,  pp. 134–138.
- Azione dei batteri fotogeni sulla ontogenesi, in Riv. Fis. Mat. e Sc. Nat., IV(II), n. 8, Napoli, Unione Tipografica Combattenti, 28 Maggio 1930,  pp. 417–420.
- Nuove ricerche sulle radiazioni mitogenetiche, in XI Congr. Internaz. Zoologia, Padova, 4-11 settembre 1930.
- Ricerche sulle radiazioni mitogenetiche, in Boll. Soc. Natur. in Napoli, XLII (1930), Napoli, Stab. Tip. Nicola Jovene, 10 Aprile 1931,  pp. 169–208.
- Radiazioni mitogenetiche ed effetto Stempell, in Riv. Fis. Mat. e Sc. Nat., VI (II), n. 1, Napoli, Tip. Nappa & Pagano, 20 novembre 1931,  pp. 8–16.[121]
- De actione bacteriorum luminescentium in seminum germinationem, in Scientiarum nuncius radiophonicus, IV, Roma, Casina di Pio IV, 1931,  p. 6.
- Le radiazioni della materia vivente, in Riv. di Scienze e Lettere, IV, n. 1, Napoli, Tip. Unione, 15 Febbraio 1932.
- Le radiazioni mitogenetiche dimostrate con mezzi fisici, in Riv. Fis. Mat. e Sc. Nat., VII (II), n. 1, Napoli, Tip. Nappa & Pagano, 28 Ottobre 1932,  pp. 25–30.
- Rapporti fra simbiosi e raggi mitogenetici, in Riv. Fis. Mat. e Sc. Nat., VII (II), n. 6, Napoli, Tip. Arturo Nappa, 28 Marzo 1933,  pp. 313–314.[122]
- Le conoscenze attuali sui raggi di Gurwitsch, in Riv. Fis. Mat. e Sc. Nat., IX (II), n. 1, Napoli, Tip. Arturo Nappa, 28 Ottobre 1934,  pp. 6–18.
- Il I° Congresso internazionale di radiobiologia, in Riv. Fis. Mat. e Sc. Nat., IX (II), n. 1, Napoli, Tip. Arturo Nappa, 28 Ottobre 1934,  pp. 44–49.
- Raggi di Gurwitsch e simbiosi, in Atti del primo Congresso internazionale di elettro-radio-biologia: Venezia, 10-15 settembre 1934, II, Bologna, Licinio Cappelli, 1935.
- I raggi di Gurwitsch, in Attualità zoologiche, III-IV, Torino, Rosenberg & Sellier, 1937,  pp. 197–397.
- Sopra i raggi mitogenetici di Gurwitsch. Risposta al Prof. Franco Rasetti, in Boll. di Zool., IX (I), Napoli, 1938,  pp. 159–161.

Lavori sull'azione dell'acqua pesante sugli organismi
- L'acqua pesante in biologia, in Riv. Fis. Mat. e Sc. Nat., XI (II), n. 7, Napoli, Tip. Arturo Nappa, 28 Aprile 1937,  pp. 372–377 e  L'acqua pesante in biologia (continuazione e fine), in Riv. Fis. Mat. e Sc. Nat., XI (II), n. 8, Napoli, Tip. Arturo Nappa, 28 Maggio 1937,  pp. 406–410.
- Ricerche sull'azione dell'acqua pesante sugli organismi, in Riv. Fis. Mat. e Sc. Nat., XII (II), n. 5, Napoli, Tip. Arturo Nappa, 28 Febbraio 1938,  pp. 252–255.
- Ricerche sull'azione dell'acqua pesante sugli organismi. I - Notizie preliminari, in Boll. Soc. Natur. in Napoli, XLIX (1937), Napoli, Stab. Tip. Nicola Jovene, Luglio 1938,  pp. 137–146.
- Azione dell'acqua pesante sugli organismi. II - Ricerche sulla Discomedusa Nausithoë punctata, in Boll. Soc. Natur. in Napoli, XLIX (1937), Napoli, Stab. Tip. Nicola Jovene, Luglio 1938,  pp. 123–128.
- Ricerche sull'azione dell'acqua pesante sugli organismi. III - Azione sull'Hydra viridis, in Boll. di Zool., IX (I), Napoli, 1938,  pp. 73–80.
- Ricerche sull'azione dell'acqua pesante sugli organismi. IV - Azione sugli elementi germinali di Paracentrotus lividus, in Arch. Zool. Ital., XXV, Torino, Rosenberg & Sellier, 1938,  pp. 437–456.
- Azione dell'acqua pesante sugli organismi. V - Ricerche sull'anellide policheto Nereis dumerilii, in Boll. Soc. Natur. in Napoli, L (1939), Napoli, Stab. Tip. Nicola Jovene, !0 Gennaio 1940,  pp. 33–39.
- Azione dell'acqua pesante sugli organismi. VI - Ricerche su Capitella Capitata, in Boll. Soc. Natur. in Napoli, L (1939), Napoli, Stab. Tip. Nicola Jovene, 10 Gennaio 1940,  pp. 40–48.
- Azione dell'acqua pesante sugli organismi. VII - Ricerche sullo sviluppo dei semi di piante, in Riv. Fis. Mat. e Sc. Nat., XIII (II), n. 7, Napoli, Tip. Arturo Nappa, 28 Aprile 1939,  pp. 367–370.
- Azione dell'acqua pesante sugli organismi. VIII - Ricerche sui molluschi gasteropodi Bittium scalurum Olivi e Phylliroë bucephala Peron et Leseur e sui molluschi pteropodi Crescis orcicula Rang e Cleodora piramìdata L., in Boll. Soc. Natur. in Napoli, LI (1940), Napoli, Stab. Tip. Nicola Jovene, 30 Dicembre 1940,  pp. 3–15.
- L'uso dell'idrogeno e dell'acqua pesante quale indicatore in biologia, in Riv. Fis. Mat. e Sc. Nat., XV (II), n. 4, Napoli, Tip. Unione, 28 Gennaio 1941,  pp. 169–181.
- Azione dell'acqua pesante sugli organismi. IX - Ricerche sull'Anellide Amphiglena mediterranea CLPR., in Boll. Soc. Natur. in Napoli, LII (1941), Napoli, Stab. Tip. Nicola Jovene, 30 Gennaio 1942,  pp. 3–7.
- Azione dell'acqua pesante sugli organismi. IX - Ricerche sull'ostracodo cypris fusca, in Riv. Fis. Mat. e Sc. Nat., XVII (II), n. 1-3, Napoli, Tip. Nicola Jovene, 28 Dicembre 1942,  pp. 36–37.

Articoli brevi (attualità scientifiche, notizie, sintesi critiche e varietà scientifiche) e comunicazioni verbali
- Sulla presenza di organi simbiotici nell'Hirudo medicinalis L. Comunicazione verbale, in Boll. Soc. Natur. in Napoli, XXXIV=XIV (II), anni 1920-1921, Napoli, Officina Cromotip. Aldina, 30 Aprile 1923,  pp. 12–13.
- Per la lotta contro la cocciniglia degli agrumi. Comunicazione verbale, in Boll. Soc. Natur. in Napoli, XXXVII=XVII (II), anno 1925, n. 6-7, Napoli, Officina Cromotip. Aldina, 10 Febbraio 1926.
- Il numero dei cromosomi nella specie umana e la determinazione del sesso, in Riv. Fis. Mat. e Sc. Nat., I (II), n. 2, Napoli, Unione Tipografica Combattenti, 1926,  pp. 61–70.
- I globuli del tuorlo d'uovo sono microrganismi?, in Riv. Fis. Mat. e Sc. Nat., I (II), n. 2, Napoli, Unione Tipografica Combattenti, 1926,  pp. 85–86.
- Gli ematofagi, in Riv. Fis. Mat. e Sc. Nat., I (II), n. 12, Napoli, Unione Tipografica Combattenti, 1927,  pp. 512–519.
- La fauna bipolare, in Riv. Fis. Mat. e Sc. Nat., II (II), n. 9, Napoli, Unione Tipografica Combattenti, 10 Luglio 1928,  pp. 532–537.
- Maturità sessuale e fasi lunari, in Riv. Fis. Mat. e Sc. Nat., III (II), n. 8, Napoli, Unione Tipografica Combattenti, 20 Giugno 1929,  pp. 393–402.
- Le radiazioni cosmiche, in Riv. Fis. Mat. e Sc. Nat., IV(II), n. 4, Napoli, Unione Tipografica Combattenti, 28 Gennaio 1930,  pp. 198–200.
- Influenza della luce artificiale sullo sviluppo delle piante, in Riv. Fis. Mat. e Sc. Nat., V (II), n. 4, Napoli, Tip. Nappa & Pagano, 28 Gennaio 1931,  pp. 192–197.
- Ulteriori osservazioni sul numero dei cromosomi e sulla determinazione del sesso, in Riv. Fis. Mat. e Sc. Nat., V (II), n. 6, Napoli, Tip. Nappa & Pagano, 28 Maggio 1931,  pp. 308–309.
- Vitellogenesi e Melanogenesi, in Riv. Fis. Mat. e Sc. Nat., V (II), n. 8, Napoli, Tip. Nappa & Pagano, 28 Maggio 1931,  pp. 405–410.
- Osservazioni recenti sulla biologia e patologia del nocciuolo, in Riv. Fis. Mat. e Sc. Nat., V (II), n. 9-10, Napoli, Tip. Nappa & Pagano, Giugno-Luglio 1931,  pp. 463–466.
- L'ascesa di Piccard nella stratosfera, in Riv. Fis. Mat. e Sc. Nat., V (II), n. 9-10, Napoli, Tip. Nappa & Pagano, Giugno-Luglio 1931,  pp. 467–469.
- La materia vivente sottoposta alla temperatura dell'Elio liquido (-269°), in Riv. Fis. Mat. e Sc. Nat., VI (II), n. 8, Napoli, Tip. Nappa & Pagano, 1º Giugno 1932,  pp. 432–434.
- Un nuovo fitormone: l'auxina, in Riv. Fis. Mat. e Sc. Nat., IX (II), n. 6, Napoli, Tip. Arturo Nappa, 28 Marzo 1935,  pp. 299–307.
- Il ringiovanimento degli organismi mediante la inspirazione d'aria ionizzata negativamente, in Riv. Fis. Mat. e Sc. Nat., X (II), n. 6, Napoli, Tip. Arturo Nappa, 28 Marzo 1936,  pp. 244–247.
- Le forme minerali di calcare negli esseri viventi, in Riv. Fis. Mat. e Sc. Nat., XII (II), n. 3, Napoli, Tip. Arturo Nappa, 28 Dicembre 1937,  pp. 142–144.
- Le ultrapressioni in biologia, in Riv. Fis. Mat. e Sc. Nat., XII (II), n. 4, Napoli, Tip. Arturo Nappa, 28 Gennaio 1938,  pp. 169–177.
- Materia vivente e cristallizzazione, in Riv. Fis. Mat. e Sc. Nat., XIV (II), n. 2, Napoli, Tip. Arturo Nappa, 28 Novembre 1939,  pp. 66–68.
- Le balene e la loro biologia, in Riv. Fis. Mat. e Sc. Nat., XV (II), n. 2, Napoli, Tip. Unione, 28 Novembre 1840,  pp. 84–86.
- Le biocristallizzazioni in patologia e in farmacologia, in Riv. Fis. Mat. e Sc. Nat., XV (II), n. 8-9, Napoli, Tip. Unione, 28 Maggio 1841,  pp. 84–86.

Biografie, commemorazioni e necrologi
- Nel 3° centenario della nascita di Marcello Malpighi (1628 - 1928), in Riv. Fis. Mat. e Sc. Nat., II (II), n. 10, Napoli, Unione Tipografica Combattenti, 10 Agosto 1928,  pp. 578–587.
- Necrologia. Francesco Sav. Monticelli, in Riv. Fis., Mat. e Sc. Nat., II (II), n. 2, Napoli, Unione tipografica combattenti, 10 Dicembre 1927,  pp. 125–128.
- Francesco Saverio Monticelli. Commemorazione, in Boll. Soc. Nat. in Napoli, XLI (1929), Napoli, Stab. Tip. Nicola Jovene, 10 Maggio 1930,  pp. 301–336.
- Necrologia. Antonio Della Valle, in Riv. Mat., Fis. e Sc. Nat., IX (II), n. 4, Napoli, Tip. Arturo Nappa, 28 Gennaio 1935,  pp. 221–224.
- Il bicentenario della nascita di Luigi Galvani, in Riv. Fis. Mat. e Sc. Nat., XI (II), n. 9, Napoli, Tip. Arturo Nappa, 28 Giugno 1937,  pp. 553–557.
- A i margini di una commemorazione centenaria . Niccolò Stenone (1638 - 1686), in Riv. Fis. Mat. e Sc. Nat., XIV (II), n. 3, Napoli, Tip. Arturo Nappa, 28 Dicembre 1939,  pp. 114–117.
- Nel 4* centenario dalla morte di Teofrasto Paracelso (1541-1941), in Riv. Fis. Mat. e Sc. Nat., XVI (II), n. 2, Napoli, Tip. Unione, 28 Novembre 1841,  pp. 71–74.
- Un precursore del metodo sperimentale S. Alberto Magno, patrono dei cultori di Scienze Fisiche e Naturali, in Riv. Fis. Mat. e Sc. Nat., XVI (II), n. 10, Napoli, Tip. Nicola Jovene, 28 Luglio 1942,  pp. 420–426.

Relazioni, recensioni e scritti vari
- di Battista Grassi, Animali domestici e malaria. Nuovo orizzonte della lotta antimalarica, in Natura, XIII, Milano, Tip. Successori F.lli Fusi, Pavia, 1922,  pp. 89–95.
- Indice bibliografico dei più notevoli lavori di biologia pubblicati in Italia nel 1922. Serie II - Zoologia, Fisiologia e Anatomia comparata. (PDF), in Riv. di Biologia, V, Roma, 1923,  pp. 571–584.
- di Vincenzo Diamare, Distrofie e degenerazioni istiofisiologiche genitali, in Natura, XVI, Milano, Tip. Successori F.lli Fusi, Pavia, 1925,  pp. 48–51.
- L'esposizione Coloniale Internazionale di Parigi, in Riv. Fis. Mat. e Sc. Nat., VI (II), n. 1, Napoli, Tip. Nappa & Pagano, 20 Novembre 1931,  pp. 27–32.
- Società dei Naturalisti in Napoli dal 1881 al 1931, in Assemblea generale straordinaria del 19 giugno 1932 per ricordare il 50º Anniversario di fondazione della Società. Soc. Nat. in Napoli, XLIV (1932), Napoli, Stab. Tip. Nicola Jovene, 25 Febbraio 1933,  pp. XII-CXXXVI.
- di  Vincenzo Rivera, Azione biologica dei metalli a distanza, in Riv. Fis. Mat. e Sc. Nat., VIII (II), n. 10, Napoli, Tip. Nappa & Pagano, 28 Luglio 1934,  pp. 628–631.
- L'Etiopia e le sue possibilità agricole, in Riv. Fis. Mat. e Sc. Nat., XI (II), n. 1, Napoli, Tip. Arturo Nappa, 28 Ottobre 1936,  pp. 5–18.
- di Gertrud Meissner, Bakteriologische Untersuchungen über dìe symbiotischen Leuchtbakterien von Sepien aus dem Golf von Neapel, in Centralbl. f. Bacter. u. Paras. infections, vol. 67, Jena, 1936,  pp. 194–236.
- Relazioni sull'andamento morale e finanziario della Società dei Naturalisti in Napoli per gli anni 1915-1918; 1924-1926; 1928-1931;, in Boll. Soc. Nat. in Napoli, XXIX-XXXII; XXXVII-XXXIX, Napoli, Officina Cromotip. Aldina.

Manuali didattici per le scuole medie
- Botanica e Zoologia descrittive per le scuole medie superiori, III, Napoli, Alfredo Rondinella, 1938,  pp. 1–252.
- Biologia animale ed Igiene. Per le scuole medie superiori, IX, Napoli, Alfredo Rondinella, 1952,  pp. 1–280.
- Biologia animale. Anatomia e Fisiologia dell'uomo. Per le scuole medie superiori, IV, Napoli, Alfredo Rondinella, 1940.
- Nozioni d'Igiene, Napoli, Soc. Anonima Ed. Dante Alighieri, 1937.
- Biologia vegetale. Per le scuole medie superiori, Napoli, Alfredo Rondinella, 1949.
- Elementi d'igiene, Napoli, Alfredo Rondinella.
- Elementi d'igiene e puericultura. Per le alunne delle scuole medie, Napoli, Alfredo Rondinella.
- Geografia e geologia. Per le scuole dell'ordine superiore, Napoli, Alfredo Rondinella.
- (In collaborazione con Alessandro Bruno), Chimica e Mineralogia, Napoli, Alfredo Rondinella.
- Chimica e Mineralogia, Napoli, Alberto Morano Editore.
- (In collaborazione con Alessandro Bruno), Corso di Scienze naturali per le scuole professionali agrarie. I. Zoologia e Botanica, Napoli, Alfredo Rondinella,  pp. 1–220.
- (In collaborazione con Alessandro Bruno), Corso di Scienze naturali. Per gli Istituti tecnici inferiori, Roma, Editrice Perrella.